# Uomo Ragno
L'Uomo Ragno, o Spider-Man, il cui vero nome è Peter Benjamin Parker, è un personaggio dei fumetti statunitensi pubblicati da Marvel Comics. Creato dallo scrittore Stan Lee e dal disegnatore Steve Ditko, è apparso per la prima volta sul n.15 della collana Amazing Fantasy (agosto 1962) nella Silver Age dei fumetti con una breve storia che riscosse un successo tale da convincere l'editore a dedicargli una propria testata l'anno successivo intitolata The Amazing Spider-Man (vol. 1), ancora in corso di pubblicazione. Oltre alla testata principale il personaggio è apparso in molte altre testate come Web of Spider-Man o The Spectacular Spider-Man.
Peter Parker è un orfano cresciuto dagli zii May e Ben a New York dopo la morte dei suoi genitori Richard e Mary Parker. Le sue storie affrontano le lotte dell'adolescenza e le questioni finanziarie e hanno molti personaggi secondari come Flash Thompson, J. Jonah Jameson e Harry Osborn, interessi romantici come Gwen Stacy, Mary Jane Watson e la Gatta Nera, e nemici come Goblin, il Dottor Octopus e Venom. Nella storia che narra le sue origini, ottiene poteri sovrumani da un morso di un ragno radioattivo; questi includono l'arrampicarsi a superfici e soffitti, forza e agilità sovrumane e rilevare il pericolo con la sua capacità di precognizione chiamata "senso di ragno". Costruisce anche dispositivi "lancia-ragnatele" montati sui polsi che sparano ragnatele artificiali di sua progettazione, che possono essere utilizzate per volteggiare fra i grattacieli e combattere i suoi nemici. Dopo la tragedia personale del suo defunto zio Ben, Peter ha iniziato a usare i suoi poteri di ragno per combattere il crimine nei panni dell'Uomo Ragno.
Quando l'Uomo Ragno è apparso per la prima volta nei primi anni '60, gli adolescenti nei fumetti di supereroi erano solitamente relegati al ruolo di spalla del protagonista. La serie Amazing Spider-Man ha aperto la strada presentando Peter Parker, uno studente del Queens, New York, come l'identità segreta di Spider-Man, le cui "ossessioni di sé per il rifiuto, l'inadeguatezza e la solitudine" erano questioni a cui i giovani lettori potevano relazionarsi. Mentre Spider-Man aveva tutte le caratteristiche di un aiutante, a differenza dei precedenti eroi adolescenti, come Bucky e Robin, Spider-Man non aveva un supereroe mentore come Capitan America e Batman; ha quindi dovuto imparare da solo che "da un grande potere derivano grandi responsabilità" - una frase inclusa in una casella di testo nel pannello finale della prima storia di Spider-Man ma successivamente attribuita retroattivamente al suo tutore, il suo defunto zio Ben Parker.
L'Uomo Ragno è uno dei supereroi più popolari e di maggior successo di sempre. È stato ben accolto e spesso classificato come uno dei personaggi dei fumetti più famosi e iconici di tutti i tempi e uno tra i personaggi più popolari in tutta la narrativa. Gli sono stati dedicate serie di cartoni animati, videogiochi e numerosi film di successo. Il sito web IGN lo ha inserito alla terza posizione nella classifica dei cento maggiori eroi della storia dei fumetti, dopo Superman e Batman e prima di Wolverine, risultando quindi primo in classifica fra i personaggi editi dalla Marvel Comics. In una successiva ricerca del 2022 è risultato addirittura essere diventato il supereroe più popolare in assoluto, davanti a Batman e Superman.

## Genesi del personaggio
Nel 1962 dopo il successo della serie a fumetti dei Fantastici Quattro creata da Stan Lee e Jack Kirby si cercavano idee per una nuova serie. Stan Lee propose un personaggio adolescente e ordinario la cui realizzazione grafica venne affidata a Jack Kirby che però realizzò uno studio del personaggio giudicato troppo muscoloso e che mal si adattava all'idea di Lee del personaggio. Jack Kirby per creare l'uomo ragno aveva ripreso il personaggio di The Fly (La Mosca) creato nel 1959 per la Archie Comics e molto simile all'Uomo Ragno per quanto riguarda i poteri del supereroe. Lee allora si rivolse a Steve Ditko che disegnò il celebre costume con il ragno al centro e la ragnatela sul petto oltre a contribuire a caratterizzare il personaggio e soprattutto il suo alter ego umano, lo studente Peter Parker. Ditko per realizzare il costume si è ispirato a un catalogo del 1956 di travestimenti di carnevale per bambini nel quale è presente un vestito con la scritta cucita sulla testa dalla quale ha preso pure il nome di Spider-Man. Stan Lee invece racconta così la genesi del personaggio:«Osservando una mosca che camminava sul muro ho pensato: non sarebbe bello se un essere umano potesse fare la stessa cosa? L'ho immaginato adolescente e con un sacco di problemi personali. Quando l'ho portato, eccitatissimo, all'editore, mi ha rimproverato: “Stan, i supereroi non hanno problemi personali!”. Come sbagliava [...] ». In effetti Stan Lee stava in quegli anni rivoluzionando il mondo dei comics ideando supereroi imperfetti, diversi da quelli del passato, erano supereroi con superproblemi; i suoi supereroi erano più umani, con i loro difetti, i dubbi, gli affanni, le passioni e gli errori di tutti gli esseri umani e con loro era più facile identificarsi. Con l'Uomo Ragno portò questa idea all'estremo, pensò a un supereroe con i poteri del ragno ma il cui alter ego era un adolescente pieno di problemi.

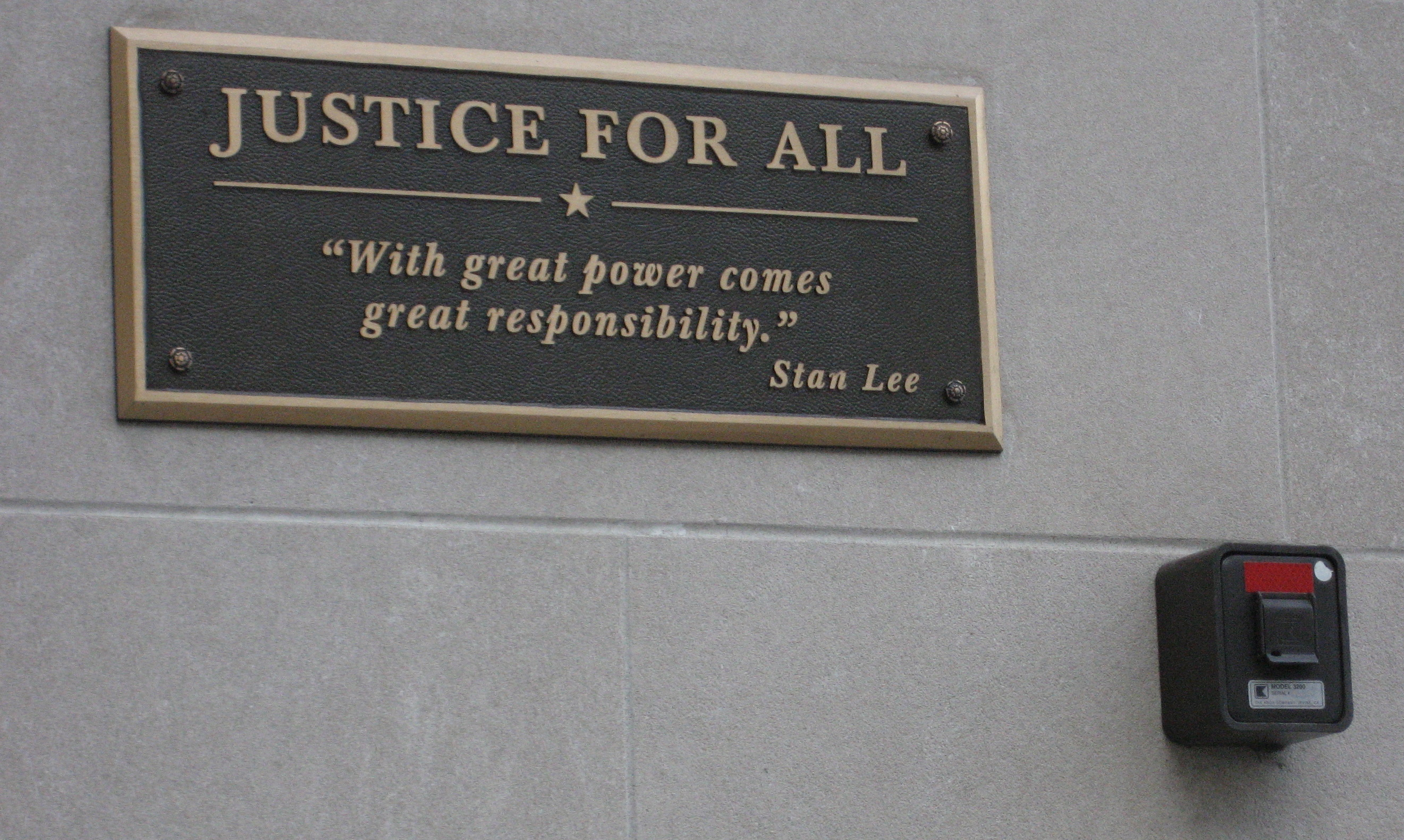
La frase-simbolo dell'Uomo Ragno "Da un grande potere derivano grandi responsabilità" a Providence, Rhode Island.

Nonostante lo spunto iniziale alla base fosse suo e i testi delle storie siano firmati da Stan Lee, all'epoca direttore della Marvel, l'Uomo Ragno è però in gran parte una creatura del disegnatore Steve Ditko in quanto Lee accennava a voce e in modo generico i soggetti al disegnatore che sulla base di questo li sceneggiava mentre li disegnava. Poi Stan Lee si occupava di scrivere i dialoghi seguendo quelli che il disegnatore aveva appuntato a matita nei margini delle vignette. In sostanza l'apporto di Stan Lee era limitato (dopo la separazione da Kirby e Ditko non ha ideato altri personaggi per molto tempo) ma fu comunque fondamentale per la personalizzazione dei personaggi in particolare per le battute che fa dire all'Uomo Ragno durante le battaglie contro gli avversari e che lo distingueva dal resto dei supereroi. Il rapporto di lavoro con Ditko non era comunque una eccezione. Durante gli anni sessanta Lee era sceneggiatore, supervisore e direttore artistico per la maggior parte delle serie Marvel, moderava le pagine della posta, scriveva redazionale mensili e innumerevoli articoli promozionali; per mantenere il suo pressante carico di lavoro rispettando le scadenze, usava un sistema che grazie al successo ottenuto da Lee, oggi è conosciuto come il "Metodo Marvel" (Marvel method) o "Stile Marvel" (Marvel style) di creazione dei fumetti: normalmente Lee aveva una prima discussione sulla storia con gli artisti e quindi preparava una sintesi schematica invece di una sceneggiatura completa, poi basandosi sullo schema, il disegnatore avrebbe dovuto riempire il numero di pagine assegnategli, stabilendo e disegnando la composizione e successione delle vignette, quindi dopo che il disegnatore aveva pronte le tavole, Lee avrebbe scritto i testi delle didascalie e delle nuvolette, e quindi controllato il lettering e il colore. In effetti quindi il disegnatore era sempre anche co-sceneggiatore predominante e per via di questo sistema l'esatta divisione dei meriti creativi di Lee è ancora discussa, specialmente nei casi dei fumetti disegnati da Kirby e Ditko.
Proposto nel 1962 sulle pagine dell'ultimo numero di Amazing Fantasy (il n. 15) il fumetto dell'Uomo Ragno si presentava come un prodotto destinato principalmente agli adolescenti che stavano diventando sempre più i principali fruitori del medium fumetto. Lee cercava di cavalcare il successo della DC Comics che con il rilancio di Flash del 1954 aveva dato avvio alla rinascita dei fumetti di supereroi conosciuta come Silver Age ma a differenza di questi personaggi l'Uomo Ragno venne concepito diversamente facendogli vivere le sue avventure conservando problemi quotidiani di un ragazzo adolescente. Proprio il dover convivere con i problemi quotidiani lo rese simpatico al pubblico rendendone possibile l'identificazione con il personaggio nonostante i suoi superpoteri.
(Stan Lee)
Il primo episodio venne quindi assegnato a Ditko, dal tratto più essenziale e spigoloso, sulla falsariga di Chester Gould e Dick Sprang. Nell'agosto del 1962 faceva quindi il suo esordio il primo vero eroe adolescente del mondo dei fumetti in quanto in precedenza gli altri erano dei semplici assistenti di eroi adulti. Il suo successo di pubblico fu tale che la sua seconda avventura venne pubblicata su una rivista a lui direttamente dedicata: The Amazing Spider-Man.

### Periodo di Steve Ditko
La prima fase del personaggio è quindi affidata a Steve Ditko che realizzò trentotto numeri oltre a quello iniziale apparso su Amazing Fantasy e ad alcuni numeri speciali annuali. Se graficamente Ditko si ispira a Gould e a Sprang, la sua idea del personaggio è invece molto più vicina a Dick Tracy che non a Batman: Peter infatti doveva vivere in un ambiente il più reale possibile per poterne guidare in maniera coerente e logica il passaggio verso l'età adulta. Così i suoi primi grandi avversari come il Camaleonte o l'Avvoltoio erano abili ingegneri e non fantastici personaggi con poteri. Dopo la deriva nella fantascienza con il Riparatore si ritorna alla tecnologia e alla scienza con il Dottor Octopus, geniale scienziato che realizza uno esoscheletro dotato di quattro braccia meccaniche che a causa di un incidente si fonde con il suo corpo. La sua latente follia esplode facendolo diventare un supercriminale protagonista di una delle storie più famose dell'epoca: Il capitolo finale, la cui scena madre è stata citata centinaia di volte in diversi altri fumetti. Successivamente Ditko e Lee proposero molti altri avversari: Lizard, Cervello Vivente, Electro, i Duri, l'Uomo Sabbia, Kraven, Mysterio e Goblin. Oltre a questi elementi supereroistici tipici di ogni prodotto seriale Ditko sviluppa anche i personaggi di contorno dando sempre più spazio ai comprimari come la zia May, J. Jonah Jameson, direttore del Daily Bugle, quotidiano per il quale Peter lavora come fotografo free-lance vendendo le foto dei suoi combattimenti, e Betty Brant, segretaria di Jameson e prima fidanzata di Peter. Ditko crea un mondo coerente e attendibile. Tale scelta narrativa non è gradita a Lee che l'accusa di cambiare i suoi soggetti. Questi problemi di gestione degli autori che inoltre pretendevano un esplicito riconoscimento del loro apporto creativo e maggiori introiti portarono all'abbandono di Ditko.
La differenza maggiore rispetto ad altri super eroi dei fumetti si ha quando il personaggio torna a casa alla sua vita normale. Vive in una modesta casetta del Queens con sua zia May sempre preoccupata quando il ragazzo fa tardi. In fondo Peter è solo uno studente delle superiori dove rappresenta il classico emarginato. Stan Lee non è soddisfatto di questa caratterizzazione e i rapporti fra lui e Ditko si deteriorano e allora Ditko inizia a scrivere anche i soggetti oltre a sceneggiare e a disegnare con Lee che si limita a mettere i dialoghi nelle nuvolette. Steve Ditko cerca di convincere Jack Kirby a lasciare la Marvel insieme a lui per obbligare Lee a riconoscere il loro contributo alle sceneggiature e alla creazione dei personaggi ma Kirby, inizialmente d'accordo, sì tira indietro e ad andarsene nel 1966 è solo lui.
Dopo circa dieci numeri Ditko arrivò a scrivere anche la trama oltre a occuparsi dei disegni mentre Lee si limitava a scriverne i dialoghi una volta che le pagine erano già state disegnate. Ditko si concentrava più sui problemi quotidiani del protagonista che sulle scene di azione diversamente dalle altre serie di supereroi. Addirittura nel n. 18 non compare quasi mai l'Uomo Ragno in costume”. Questa scelta non convinse Lee tanto che in una pubblicazione della Marvel che conteneva una breve presentazione dell'albo in questione scrisse «Parecchi lettori odieranno di sicuro [il nº 18], e quindi se volete sapere di che cosa parlano tutte quelle critiche, assicuratevi di comprarne una copia». Nonostante le perplessità di Lee la serie andava bene e il successo tendeva ad aumentare ma questo non impedì che Ditko lasciasse la serie con il n. 38. Le storie disegnate per l'Uomo Ragno rimarranno fra i migliori lavori di Ditko e, come ha scritto il New York Times «non assomigliavano a nessun fumetto prima di loro».

### Periodo di John Romita Sr.
Come sostituto di Ditko, Lee aveva pensato da tempo a John Romita Sr., che avrebbe potuto dare secondo lui una svolta leggera alla serie. Romita infatti era un autore abile in questo genere, che poi sarebbe diventato il genere tipico delle sotto-trame di The Amazing Spider-Man, ottenendo un duplice effetto: abbandonare le trame troppo noir di Ditko e presentare al pubblico storie più romantiche e disegnate con uno stile molto più realistico.
Quindi qualche tempo prima che Ditko lasciasse la Marvel, Lee aveva incaricato Romita di sostituire Wally Wood su Daredevil, su sceneggiature dello stesso Lee. Il primo numero con il nome di Romita, il 12, pubblicato con data di copertina gennaio 1966, vide un picco di vendite. Nei numeri 16 e 17 della testata, apparve come ospite proprio l'Uomo Ragno. Romita non aveva mai letto le storie dell'Uomo Ragno, e avrebbe raccontato che, quando Lee gli presentò una pila con tutti gli albi fino ad allora pubblicati – una trentina – lui esclamò: «Sembra divertente. Sembra un Clark Kent adolescente». La presenza di Spider-Man in quelle storie ovviamente non fu un caso: Lee temeva che il disegnatore della sua testata, Steve Ditko, avrebbe potuto lasciare la Marvel nel breve, essendo in rotta con lui da tempo, e voleva testare Romita come possibile sostituto.
Così, quando nell’estate del 1966 Ditko abbandonò davvero la Marvel, Romita divenne il nuovo disegnatore di The Amazing Spider-Man, dopo soli otto numeri di Daredevil. Nelle sue prime storie, Romita provò a imitare lo stile del suo predecessore, convinto che questi avrebbe presto chiarito i suoi problemi con Lee e sarebbe tornato a disegnare Spider-Man. Invece, Romita sarebbe rimasto sulla testata per molti anni con vari ruoli, contribuendo a rimodernare il personaggio, a crearne altri divenuti fondamentali per l’universo Marvel come Kingpin e sua moglie Vanessa (modellata sulla Dragon Lady di Milton Caniff) e dando spessore e contemporaneità a personaggi femminili come Gwen Stacy e Mary Jane Watson.
Con la prima storia di Romita, Lee fece riappacificare Peter con Ned, diede finalmente volto a Mary Jane Watson – in precedenza solo nominata o mostrata nell’ombra – e a Goblin, ora diventato ufficialmente Norman Osborn, padre di Harry, che con Romita sarebbe diventato il miglior amico di Peter. Col tempo poi l'affiatamento tra Lee e Romita si fa sempre più stretto, portando a storie sempre più realistiche e vicine al mondo giovanile e studentesco.
Nel periodo di John Romita la serie The Amazing Spider-Man arriva all'apice del successo. Romita porta una ventata di freschezza e di gusto estetico moderno nella serie dell'Uomo Ragno, molto apprezzata dai lettori, unendo la perfezione del disegno anatomico e dinamico ad un generale "lifting" dei personaggi. Infatti, pur rispettando le caratterizzazioni originarie di Steve Ditko, l'aspetto di Peter Parker diviene molto più gradevole, ed il suo fisico più prestante e maturo, perde l'aria da secchione rachitico e diviene più sicuro di sé, acquisendo allo stesso tempo un look in abiti civili – nel taglio di capelli e nel vestiario – più moderno e in linea con gusti e moda dei giovani di quegli anni, rispetto allo stile rétro di Ditko, andando anche oltre le aspettative di Lee. Lo stesso Romita ricorda: «Se Peter Parker cambiò era perché non riuscivo a evitarlo. Stan Lee era solito venire da me a dirmi che lo stavo facendo troppo piacente. Lo stavo facendo troppo muscoloso. Ma non riuscivo a impedirlo. Era l'unico modo in cui potevo disegnarlo». Lo stesso avviene per tutti gli altri personaggi, con una cura ed una passione particolare per quelli femminili, che Romita rende molto più glamorous, esaltando la bellezza anglosassone di Gwen Stacy, la seconda fidanzata di Peter Parker, e dando un aspetto mozzafiato alla rossa Mary Jane Watson, destinata a diventare la futura moglie del supereroe.
Romita Sr. introduce anche molti nuovi personaggi, le cui fattezze spesso ricordano quelle di famosi attori del cinema; particolarmente evidente è la somiglianza tra il capo-redattore del Daily Bugle, Joe Robertson, ed il famoso attore afro-americano Sidney Poitier. Va ricordato che fu proprio Romita Sr. ad introdurre nelle storie dell'Uomo Ragno alcuni personaggi di colore, fino ad allora del tutto assenti, la maggior parte positivi, come il già citato Joe Robertson e la sua famiglia, ma anche qualche nuovo supercriminale, come Prowler, peraltro redentosi subito. Tra i nemici dell'Uomo Ragno creati da John Romita ricordiamo anche Shocker e Kingpin, forse il più celebre, ispirato a diversi famosi cattivi del grande schermo, il mafioso newyorkese, solitamente avversario di Daredevil.
Tra le storie più importanti illustrate da Romita Sr., basta ricordare la saga di Goblin che scopre l'identità segreta dell'Uomo Ragno, le epiche battaglie contro Kraven il cacciatore e L'Avvoltoio, la stupenda saga di Silvermane e il segreto dell'eterna giovinezza, la morte del capitano George Stacy (padre di Gwen) ad opera del Dr. Octopus, raggiungendo l'apice con la tragica morte di Gwen Stacy (in queste ultime due storie fu inchiostratore delle matite di Gil Kane) e l'ultima battaglia di Goblin.
In questo periodo inizia la progressiva indipendenza di Peter da zia May: inizia a frequentare l'università, va a vivere con Harry in un appartamento in città, inizia a frequentare Gwen, figlia del capitano di polizia George Stacy. Il capitano Stacy morirà durante uno scontro con il Dottor Octopus nel tentativo di salvare un bambino dalle macerie di un camino gettato dai tentacoli impazziti dell'avversario. Questa prima morte introduce l'Uomo Ragno in un nuovo periodo adulto anticipando anche la morte di Gwen, ancora una volta durante uno scontro con Goblin.
Circa un anno dopo l'esordio di Romita su The Amazing Spider-Man, la serie superò in cima alle classifiche di vendita Fantastic Four, la testata "ammiraglia" della Marvel. Il suo Spider-Man riuscì a superare in popolarità anche quello del leggendario Ditko. I suoi disegni contribuirono a far crescere il successo del Tessiragnatele che in poco tempo divenne popolarissimo soprattutto tra i ragazzi e gli adolescenti, e successivamente vera e propria icona pop. L'interpretazione di Romita dell‘Arrampicamuri è quella che è stata tra la fine degli anni '60 e per tutti gli anni '70, il volto di Spider-Man anche nel merchandising. Per il suo importante contributo alle matite dell'Uomo Ragno, John Romita Sr. venne insignito del prestigioso premio Eisner Award.

## Storia editoriale

Una ristampa della copertina del numero 15 di Amazing Fantasy (agosto 1962); questa è la prima immagine pubblica dell'Uomo Ragno in assoluto, disegni di Jack Kirby e chine di Steve Ditko.

Il personaggio venne creato da Stan Lee e Steve Ditko nel 1962 per una storia di poche pagine pubblicata sul n. 15 della testata antologica Amazing Fantasy; il successo riscontrato convinse l'editore a dedicare al personaggio una testata autonoma, The Amazing Spider-Man (vol. 1), esordita nel marzo 1963 e per anni unica testata a presentare regolarmente le storie del personaggio; venne pubblicata fino al 1998 quando venne interrotta con il n. 442 per riprendere da capo la numerazione dal gennaio del 1999 con una nuova serie, The Amazing Spider-Man (vol. 2); nel 2003 dopo 58 numeri, la serie ha ripreso la vecchia numerazione, considerando nel computo anche i 58 della seconda serie, per poi chiudere definitivamente con il n. 700 nel 2012. La serie venne sostituita dalla nuova testata Superior Spider-Man che venne edita dal 2013 fino al 2014 per 33 numeri; nel 2014 esordì la terza serie di The Amazing Spider-Man (vol. 3) che venne pubblicata fino al 2015 per 28 numeri all'interno della rilancio editoriale noto come All New Marvel NOW!; nel 2015 esordì la quarta serie, The Amazing Spider-Man (vol. 4) all'interno della rilancio editoriale noto come All New All Different Marvel. Oltre alla serie ufficiale, il personaggio è comparso come protagonista o comprimario in molte altre testate come Spectacular Spider-Man, Web of Spider-Man o Marvel Team-Up.
Oltre che sui suddetti comics book è stato pubblicato nel formato a strisce giornaliere sui quotidiani a partire dal 1977 scritte da Stan Lee e disegnate da John Romita Sr. In un periodo in cui le strisce di genere avventuroso e realistico avevano scarsa diffusione, queste ebbero un sorprendente successo. La striscia crebbe lentamente la sua diffusione ed è ancora in corso di pubblicazione. Il fratello di Lee, Larry Lieber, la scrisse e disegnò per gran parte della sua durata. Mentre le strisce e gli albi presentavano gli stessi personaggi, non condividevano la stessa continuity, e nelle strisce si ebbe una diminuzione dell'importanza dei supercriminali. Una rara eccezione si ebbe nel 1987, in occasione del matrimonio di Peter Parker con Mary Jane Watson, che avvenne sia negli albi che nelle strisce. Tra i personaggi celebri che sono comparsi nelle strisce ci sono Wolverine e il Dottor Strange. Tra i supercriminali si ricordano il Dottor Destino, Kraven il cacciatore e Rhino, oltre a criminali creati appositamente per questa versione, come Crotalo. Le storie delle strisce sono state ristampate in volumi e sulla rivista Comics Revue, specializzata in ristampe di strisce a fumetti.

### Pubblicazioni negli Stati Uniti d'America
- Amazing Spider-Man (vol. 1): 1963-1998, prima serie, 441 numeri;[4][32][37]
- Amazing Spider-Man (vol. 2): 1999-2003, seconda serie, 58 numeri;[5][33]
- Amazing Spider-Man (vol. 1): 2003-2012, continuazione della prima serie con numerazione ripartita dal n. 500 in quanto tiene conto anche dei 58 numeri della seconda serie e conclusa con il n. 700; nel dicembre 2013 la serie è ripresa temporaneamente pubblicando altri cinque volumi numerati da 700.1 a 700.5.[5][38][39]
- Amazing Spider-Man (vol. 3): 2014-2015, terza serie, 18 numeri;[35]
- Amazing Spider-Man (vol. 4): 2015-2017, quarta serie, 32 numeri;[2][36]
- Amazing Spider-Man (vol. 1): 2017-2018, continuazione della prima serie con la numerazione ripartita dal n. 789 e conclusa con il n. 801
- Amazing Spider-Man (vol. 5): 2018-2022, quinta serie conclusa col n. 91
- Amazing Spider-Man (vol.6): 2022-2024, sesta serie conclusa col n.70
- Amazing Spider-Man (vol. 7): 2025-ancora in corso, settima serie annunciata ad aprile 2025 che costituisce la vera e propria continuazione del vol. 6
- Peter Parker, the Spectacular Spider-Man intitolata dal 1988 semplicemente The Spectacular Spider-Man (vol. 1): 1976-1998, seconda collana dedicata al personaggio dopo Amazing, 263 numeri;[10][40]
- Peter Parker, the Spectacular Spider-Man (vol. 2): 2003-2005, 27 numeri, rilancio della testata chiusa nel 1998;[41]
- Peter Parker: The Spectacular Spider-Man (vol. 3): 2017-2018, terza serie, 6 numeri
- Peter Parker: The Spectacular Spider-Man (vol. 1): 2018-2019, continuazione della prima serie con la numerazione ripartita dal n. 297 e terminata col n. 313
- Web of Spider-Man (vol. 1): 1985-1995, 129 numeri;[9][42]
- Web of Spider-Man (vol. 2): 2009-2010, 12 numeri;[43][44]
- Spider-Man (1990-1998, 98 numeri);[45][46]
- Peter Parker: Spider-Man (1999-2003 - 57 numeri);[47][48]
- Sensational Spider-Man: 1996-1998, 33 numeri, sostituisce Web of Spider-Man;[49]
- Sensational Spider-Man (vol. 2): 2004-2007, 41 numeri. Fino al numero 22 era intitolata Marvel Knights: Spider-Man
- Friendly Neighborhood Spider-Man (vol. 1): 2005-2007, 24 numeri
- Friendly Neighborhood Spider-Man (vol. 2): 2019-2020, 14 numeri
- Superior Spider-Man: 2013-2014, 33 numeri, sostituisce Amazing Spider-Man dopo la sua chiusura col numero 700

### Pubblicazioni in lingua italiana
In Italia l'Uomo Ragno è stato pubblicato a partire dall'aprile 1970 fino al 1984 dall'Editoriale Corno, dal 1987 dalla Star Comics e infine, dal 1994 dalla Marvel Italia che venne poi assorbita dalla Panini Comics.
L'Editoriale Corno pubblicò tre testate; la prima, L'Uomo Ragno, edita per 283 numeri dal 1970 al 1981, fu la prima testata italiana a pubblicare le storie del personaggio. Venne poi sostituita da Il settimanale dell'Uomo Ragno (1981-1982) e infine da L'Uomo Ragno (seconda serie) dal 1982 al 1984.
Dopo la chiusura dell'Editoriale Corno, nel 1984, le serie della Marvel scomparvero dalle edicole italiane per qualche tempo; alla fine del 1985, un piccolo editore, Labor Comics, acquisì i diritti per pubblicare alcuni fumetti della Marvel, ma l'esperimento fu di breve durata; nel giugno del 1986 la Labor Comics lanciò una rivista intitolata Marvel per presentare le serie regolari dei supereroi di Stan Lee. Fra le varie storie proposte ci fu una storia inedita dell'Uomo Ragno. Il mensile chiuse dopo due soli numeri insieme alla casa editrice.
Alla Labor subentrò la Star Comics, che nel 1987 pubblicò una nuova collana dedicata al personaggio; grazie al successo riscosso, seguirono altre testate dedicate agli altri personaggi della Marvel. La testata dell'Uomo Ragno venne edita fino al 1994, per 140 numeri.
Dal 1994 il personaggio è pubblicato dalla Marvel Italia/Panini Comics sulla testata L'Uomo Ragno, in prosecuzione della collana edita dalla Star Comics; dal n. 489 il titolo è stato modificato, diventando prima Spider-Man e poi Amazing Spider-Man. Negli anni novanta venne edita anche la collana L'Uomo Ragno Deluxe, in affiancamento alla collana principale. Dal 2012 al 2014 venne edita una terza serie, Spider-Man Universe.

## Biografia del personaggio
Peter Parker è nato a Forest Hills, nel Queens, ed è l'unico figlio di Richard e Mary Parker, due agenti della CIA che vennero uccisi dal Teschio Rosso comunista e incastrati per tradimento durante una missione. Rimasto orfano all'età di sei anni, Peter venne affidato alle cure dei suoi zii paterni Ben e May Parker, che divennero i suoi genitori adottivi e lo crebbero come fosse figlio loro.
Nel corso della sua adolescenza, Peter divenne uno studente eccellente e al contempo impopolare della Midtown High School. La sua timidezza e il suo talento per la scienza lo resero spesso bersaglio di bullismo dei suoi coetanei, principalmente dal compagno di scuola Eugene "Flash" Thompson. Un giorno, durante una dimostrazione scientifica a cui Peter stava partecipando, un ragno presente sulla scena fu accidentalmente esposto a una massiccia dose di radiazioni. In preda a uno shock improvviso, l'aracnide atterrò sulla mano dello studente ignaro e lo morse prima di morire per l'esposizione dalle radiazioni. Inizialmente turbato dall'incidente, Peter scoprì di aver in qualche modo acquisito poteri sovrumani che associò immediatamente al morso del ragno: forza e agilità straordinarie, la capacità di aderire alle pareti e un sesto senso (noto come "senso di ragno") che lo avverte di pericoli imminenti.
Per mettere alla prova i suoi poteri appena acquisiti, Peter indossò una maschera per evitare l'umiliazione in caso di sconfitta e affrontò il wrestler professionista Crusher Hogan, sconfiggendo facilmente quest'ultimo; qui venne notato da un produttore televisivo che lo convinse a mandare in onda il suo atto con il nome d'arte di "Uomo Ragno". Usando le sue conoscenze scientifiche, sviluppò un particolare fluido che gli permette di lanciare ragnatele attraverso bracciali meccanici montati sui suoi polsi, e completò il suo alter ego indossando un vistoso costume rosso e blu di sua creazione. Come Uomo Ragno, lottò in competizioni di wrestling e divenne una celebrità della TV.
Sfruttando la sua improvvisa popolarità, cercò di guadagnare abbastanza denaro per poter aiutare economicamente gli zii, ma molto presto una tragedia cambierà la sua vita. Un giorno, dopo uno spettacolo, perse l'occasione di fermare un ladro in fuga, sostenendo che non era un suo problema. Pochi giorni dopo, quando tornò a casa, apprese dalla polizia che suo zio Ben è stato assassinato durante un tentativo di rapina. Apprendendo dalla polizia che l'assassino si era rintanato in un magazzino abbandonato, un infuriato Peter indossò il suo costume da Uomo Ragno e si mise alla ricerca dell'assassino che, una volta fermato, si rivelò essere il ladro che si rifiutato di catturare. Pieno di rimorso e consapevole che la sua inazione aveva portato alla tragedia, Peter decise di usare i suoi poteri per combattere i criminali e proteggere gli innocenti seguendo l'adagio "Da un grande potere derivano grandi responsabilità".
Per mantenere sé stesso e sua zia, oltre alle tasse per gli studi, Peter deve trovare in fretta un lavoro e, avendo una macchina fotografica, ha l'idea di farsi delle foto con il costume di Spider-Man, che cerca di vendere a diversi giornali. In questa occasione verrà notato da J. Jonah Jameson, l'irascibile editore del quotidiano Daily Bugle di New York, che lo assumerà come fotografo freelance.
Il suo capo, Jameson, è l'archetipo stesso dell'invidioso: secondo lui, tutti i supereroi sono speculatori di gloria, nel peggiore dei casi criminali che devono essere smascherati agli occhi del pubblico. Spider-Man sarà il suo bersaglio preferito; quando Peter salva suo figlio, John, Jameson lo considera solo per metterlo in secondo piano.
La vita personale di Peter non viene avvantaggiata dall'ottenimento dei suoi poteri: oltre ad aiutare sua zia con i pagamenti della sua casa, è ancora oggetto di scherno dai coetanei come Flash Thompson, anche se meno di prima, e deve fare i conti con la personalità esplosiva di Jameson. Qualche tempo dopo, il giovane si diploma al liceo ed entra all'Empire State University, dove incontra il suo migliore amico Harry Osborn e la sua fidanzata Gwen Stacy. Viene anche presentato a Mary Jane Watson, nipote dell'amica e vicina di sua zia May, con cui sviluppa una relazione duratura. Durante la sua attività, Peter affronta molti nemici, compresi alcuni che deve affrontare ripetutamente come il Dottor Octopus, Goblin, Rhino, Shocker, l'Uomo Sabbia, l'Avvoltoio, Mysterio, Kingpin ecc.
Col tempo diventa più sveglio e maturo anche per alcune drammatiche situazioni che si trova a incontrare nel corso della sua vita: la morte di Gwen, la tossicodipendenza di Harry, il costume simbionte che successivamente diventerà Venom, le vicende dei cloni e la conseguente crisi d'identità, la presunta morte di zia May, solo per citare i principali eventi, tragici e problematici, che hanno movimentato la sua esistenza e lo hanno fatto maturare.
Nel n. 700 di Amazing Spider-Man, ultimo della serie, Peter viene ucciso dal suo nemico di sempre, il Dottor Octopus. La saga non riprenderà, ma se ne avvierà una nuova intitolata Superior Spider-Man. Tuttavia un frammento della mente di Peter è sopravvissuto. Nel n. 31 di Superior Spider-Man Peter riesce a riprendere possesso del suo corpo e la testata Amazing Spider-Man riparte dal n. 1.

### La Saga delle Sei braccia
(Scritta da Stan Lee e Roy Thomas e disegnata da Gil Kane, la Saga delle Sei Braccia (The Six Arms Saga) su Amazing Spider-Man n. 100-102, settembre - novembre 1971).
Peter Parker è stanco di essere l'Uomo Ragno e prova un cocktail di sostanze chimiche di sua invenzione per farlo tornare normale e si ritrova con altri quattro arti in più. Con sei braccia, chiama al telefono il dr. Curtis Connors, alias Lizard, e gli chiede di poter utilizzare una sua residenza per qualche giorno, qui Spider-Man cercherà per giorni l'antidoto al cocktail che ha preso ma con scarsi risultati. In quei giorni Peter si  imbatterà poi nel vampiro Michael Morbius, che è uno scienziato affetto da leucemia e, insieme al suo amico Emil Nikos, ha provato a iniettarsi il sangue di un pipistrello vampiro per sopravvivere. Michael entra poi in una macchina di sua invenzione, azionata da Emil, la quale però causa un terribile effetto al corpo dello scienziato, trasformandolo in una creatura orripilante, animata da una spaventosa sete di sangue. Incapace di governare la propria sete Morbius attacca e massacra l'amico Nikos. Incontrato l'uomo ragno inizia un battaglia anche per il suo sangue, il Dottor Connors arrivato sul luogo cerca di aiutare Spider-Man ma per lo stress dello scontro si trasforma in Lizard, viene però morso da Morbius che rilascia nel suo corpo un enzima che lo farà tornare lucido ma non alla sua forma umana.
Dopo un ulteriore scontro con Morbius l'Uomo Ragno e Lizard riescono a estrarre l'enzima dal corpo del vampiro e unendolo alla sostanza creata dal Dottor Connors riescono a tornare entrambi alla normalità, Spider-Man perde così le quattro braccia in più.

### La morte di Gwen Stacy
(Scritta da Gerry Conway, John Romita Sr. e Stan Lee e disegnata da Gil Kane e dallo stesso Romita, su Amazing Spider-Man n. 121-122, giugno 1973 - luglio 1973).
Per anni Norman Osborn aveva cercato di diventare il boss della criminalità di New York nella sua identità di Goblin scontrandosi più volte con l'Uomo Ragno e finendo con lo scoprire che sotto la maschera si nascondeva Peter Parker. Per un certo periodo, a causa di un'amnesia Osborn aveva dimenticato la propria identità di Goblin e quella dell'Uomo Ragno; poi una volta riacquistata la memoria per vendicarsi di Peter rapì Gwen e quando l'Uomo Ragno interviene per salvare la ragazza, il folletto verde la buttò giù dal ponte uccidendola. In realtà come si scoprirà col tempo è stato l'arrampicamuri a provocare involontariamente la morte della sua fidanzata nel tentativo di bloccarne la caduta con la ragnatela. Nella successiva lotta contro Goblin, l'Uomo Ragno arrivò ad un passo dall'uccidere il suo nemico, ma, pur sconvolto dal dolore, si fermò in tempo. Goblin provando a colpirlo a tradimento con l’aliante volante finì con l'infilzare sé stesso. Tornato a casa Peter, distrutto dal dolore, trovò consolazione con Mary Jane.

### La prima saga del clone
(Scritta da Gerry Conway, su Amazing Spider-Man n. 144-150, maggio 1975 - novembre 1975).
Peter tornato da un viaggio fuori città scopre che zia May è finita in ospedale per aver visto Gwen Stacy ritenuta morta da mesi, all'inizio il ragazzo pensa di essere impazzito ma dopo qualche ricerca si scopre che si tratta di un clone creato dal professore di Peter, Miles Warren alias lo Sciacallo, il quale, innamorato di Gwen, ha sempre addebitato a Peter, del quale conosceva la doppia identità, la morte della ragazza. Peter va nel laboratorio segreto di Warren per cercare di salvare Ned Leeds, lo trova con una bomba che il professore ha piazzato sopra la sua testa, prima di riuscire a salvarlo però viene tramortito dallo Sciacallo, a causa dell'amicizia tra Peter e Warren il senso di ragno non si attiva non riconoscendo un pericolo. Al suo risveglio Spider-Man si ritrova davanti una copia identica di se stesso, con gli stessi poteri e gli stessi ricordi; i due si battono, convinti entrambi di essere l'originale. Mentre assiste al duello, Gwen si ribella a Warren, accusandolo di essere solo un pazzo geloso e un assassino; quest'ultimo ha un momento di lucidità capendo di aver ucciso il suo assistente Anthony Serba e questo lo spinge a liberare Leeds prima dello scoppio della bomba, rimanendo, all'apparenza, ucciso sul colpo. Nell'esplosione rimane coinvolto anche uno dei due Spider-Man ma sul momento non sappiamo se è quello originale, Peter capirà di essere lui l'originale perché, se fosse stato un clone, avrebbe amato ancora Gwen Stacy, mentre ora è innamorato di Mary Jane: questa nuova convinzione cancella ogni dubbio nella sua mente. Il clone di Gwen Stacy abbandonerà poi New York per iniziare la sua nuova vita,  Peter invece getterà il suo clone in un altoforno, ma viene visto da qualcuno che gli scatterà delle foto per poi mandarle a J. Jonah Jameson, col passare del tempo scopriremo che quella persona era Harry sotto l'effetto del ipnosi del terzo Goblin. 

### L'eredità di Goblin
Dopo la morte di Gwen, Peter e Mary Jane si mettono insieme sino a quando lei non rifiuta la sua proposta di matrimonio, ponendo fine alla relazione.
Harry Osborn, amico di Peter e figlio di Norman Osborn, accecato dall'odio verso l'Uomo Ragno dopo aver assistito alla morte del padre durante lo scontro con lui (In Amazing Spider-Man 122), diviene il secondo Goblin e, completamente folle, prima fa esplodere l'appartamento che condivideva con Peter Parker (Harry conosceva la doppia identità di Peter) rischiando di uccidere  sia Peter che Mary Jane Watson e poi rapisce quest'ultima dall'ospedale, Flash Thompson e May Parker, li lega in posti lontani tra loro e spiega a Peter che una delle tre persone ha sopra la testa una bomba e che il ragazzo ha solo 6 minuti per trovare quella che Harry definisce :"la persona a te più cara", da queste parole Peter capisce che si tratta di zia May e tramite il senso di ragno riesce a trovarla e salvarla, torna poi da Harry e lo sconfigge, sentendo le sirene della polizia avvicinarsi Peter leva il costume di Goblin a Harry cosi quando arrivano i poliziotti non credono a quest'ultimo quando gli rivela la sua doppia identità e quella di Peter e lo prendono per pazzo  (Amazing Spider-Man 136 -137). 
Dopo diversi mesi e la rottura con Liz Allan, Harry in seguito a una discussione combatte contro il suo psichiatra Bart Hamilton, quest'ultimo vinse e grazie alle informazioni apprese dalle sedute e all'ipnosi divenne il terzo Goblin e imprigionò Harry. Peter Parker preoccupato per la salute mentale di Harry lo va a trovare nello studio dello psichiatra e trova  l'edificio distrutto, pensando che Harry fosse tornato a essere Goblin si reca velocemente all'appartamento dell'amico, qui trova Flash Thompson disteso a terra svenuto e Goblin, inizierà quindi una battaglia tra i due e dopo poco Goblin getterà dalla finestra Flash, Spider-Man rivede in questa scena la morte di Gwen ma stavolta riesce a salvare l'amico, con questo diversivo Goblin scappa via. Scopriamo quindi che l'obbiettivo di Goblin è di impadronirsi dei racket della città e per farlo irrompe in una riunione tra tutti gli esponenti capi della malavita indetta da Silvermane, promette loro di poter sconfiggere Spider-Man perché lui conosce la sua identità segreta  e poi se ne va. Lo ritroviamo qualche tempo dopo vicino la casa di Peter mentre il ragazzo sta correndo all'ospedale a causa di un secondo attacco di cuore avuto da zia May, qui parte una battaglia tra Goblin e Spider-Man vinta dal primo che lo imprigiona in una rete di polimero e cerca di portarlo via, viene però colpito da un bazooka che gli danneggia l'aliante e gli fa cadere Spider-Man, quest'ultimo cade violentemente in un cassonetto della spazzatura e sviene, viene ritrovato dagli sgherri di Silvermane, gli stessi che hanno sparato, che lo caricano in macchina, in poco Spider-Man si riprende e riesce a scappare. Goblin va al suo quartier generale, dov'è ancora imprigionato Harry, e sostituisce l'aliante rotto per poi andare ad attaccare Silvermane e a questo combattimento si unisce anche Spider-Man, si ritrovano tutti e tre a precipitare nel vuoto e Goblin riesce a salvarsi grazie al suo aliante e dopo aver stordito a mezz'aria Spider-Man lo cattura, Silvermane invece precipita ma sembra sopravvivere. Goblin porta l'uomo ragno all'alto forno (dove qualche mese prima Peter aveva bruciato il suo clone) e cerca di ucciderlo, parte una lotta tra i due che vedrà vincitore Spider-Man e verrà rivelata l'identità del terzo goblin. Dopo essersi finalmente liberato Harry si veste anche lui da Goblin e raggiunge Hamilton e Spider-Man, inizia così una battaglia tra il secondo e il terzo Goblin nella quale Harry rinnega il costume di Goblin e viene colpito da Hamilton mandandolo KO, quest'ultimo cerca di far scoppiare una bomba addosso a Harry ma per un errore da lui commesso gli scoppia addosso uccidendolo (Amazing Spider-Man da n. 176-180).

### Il ladro che uccise zio Ben
In quel periodo Parker si laurea, ha un nuovo confronto con il ladro che ha ucciso lo zio Ben, infatti costui insieme al Dottor Rinehart mettono in atto un piano per rubare un tesoro che secondo il ladro si troverebbe nella casa dove Peter è cresciuto a Forest Hills, inizialmente mandano a Peter una lettera dicendo che May è morta (al tempo si trovava in una casa di riposo gestita dallo stesso Dottor Rinehart) questo per tenere il ragazzo lontano dalla casa di riposo e poter interrogare l'anziana donna che in realtà è viva ed è imprigionata nella stessa struttura. Il Dottor Rinehart si rivela essere Mysterio, che ponendo fine all'alleanza con il ladro lo imprigiona per impadronirsi del tesoro che però non riuscirà a  trovare. Peter capisce dal cognome del dottore che in realtà è il suo nemico Mysterio e così inizia una battaglia tra loro che si conclude con Mysterio che spara un tranquillante a Spider-Man facendogli perdere temporaneamente i poteri e poi se ne va. Il ladro dopo essersi liberato va a casa di Peter Parker e dopo una zuffa riesce ad avere la meglio sul giovane e lo conduce nel magazzino dove Spider-Man lo aveva catturato molto tempo prima e lo immobilizza, il ladro spiega che il tesoro che dovrebbe trovarsi a Forrest Hills apparteneva a Dutch Malone, un criminale degli anni '30 e che lui venendone a conoscenza provò a rubarlo ma Zio Ben nel tentativo di proteggere May ( che secondo il ladro sapeva dove fosse il tesoro) perse la vita. Infine il ladro va a prendere Zia May, per ricattare Peter, dal suo nascondiglio nella casa di riposo e qua ferisce con un colpo di pistola Spider-Man a un fianco, ritornato poi nel magazzino scopre che Peter si è liberato e Spider-Man compare, qua inizia una lotta tra i due nella quale Peter, che ancora non ha i suoi poteri, si smaschera davanti al ladro per fargli capire perché lo odia tanto, il ladro convinto erroneamente che Peter lo voglia uccidere scappa e dopo poco gli viene un attacco di cuore che lo ucciderà. ( Amazing Spider-Man n. 194-200).

### La gatta nera
Peter inizia ad avere una relazione con la Gatta Nera che incontra per la prima volta nel numero 194 di Amazing Spider-Man al tempo la gatta stava cercando di mettere in atto un piano per liberare di prigione Walter Hardy che stava morendo a causa di una malattia, si scoprirà essere la figlia dello stesso. Dopo che la gatta riuscì nel suo intento avvenne un  combattimento con Spider-Man nel quale lei cadde su degli scogli e Peter si diede la colpa della sua presunta morte. Nel numero 204 di Amazing Spider-Man si scopre che la gatta è ancora viva ed è tornata alla sua attività di ladra con un nuovo scopo, rubare 4 opere d'amore per l'uomo ragno così da dimostrare il suo affetto verso il ragazzo, quando Peter lo scopre dice con gentilezza alla gatta nera che ha bisogno di aiuto. La ritroviamo nell'episodio 226 (Amazing Spider-Man) in un istituto per l'igiene mentale, si scopre che in realtà non è pazza ma faceva solo finta per non finire in prigione.  Il ritorno di Mary Jane Watson, con la rivelazione della conoscenza da parte di lei dell'identità segreta di Peter, pone fine alla relazione con la Gatta Nera.

### Il mistero di Hobgoblin
Peter viene poi coinvolto nel mistero di Hobgoblin, Il mistero della vera identità del nemico Hobgoblin viene risolta grazie a Ned Leeds. Successivamente, nella saga Hobgoblin Vive, viene rivelato che l'originale Hobgoblin era in realtà lo stilista Roderick Kingsley.

### Il costume nero
L'Uomo Ragno con altri supereroi viene mandato dall'Arcano ad affrontare una guerra contro un gruppo di cattivi per vedere se sia più forte il bene o il male. Poiché il suo costume viene distrutto durante la battaglia, Peter lo ripara usando una macchina... e accidentalmente liberando un simbionte alieno che si unisce a lui come un vero costume. Tornato sulla Terra, il costume/simbionte lo fa andare di ronda quando dorme, senza fargli ricordare nulla il mattino dopo; ma grazie a Reed Richards, Peter scopre la vera natura del costume e, grazie alle onde sonore delle campane di una chiesa, riesce a separarsene. Il simbionte, però, si lega al giornalista Eddie Brock, che lo accoglie nel suo corpo, facendo nascere Venom; assetato di vendetta contro l'Uomo Ragno, questi arriva a minacciare Mary Jane Watson, che ne rimane così terrorizzata da non consentire per molto tempo a suo marito di indossare il costume nero, anche se ora è un normalissimo costume. Con un fucile sonico, l'Uomo Ragno riesce a sconfiggere Venom, ma non a separare il simbionte da Brock.

### L'ultima caccia di Kraven
Nel ciclo L'ultima caccia di Kraven Peter Parker, da poco sposato con Mary Jane Watson, cade sotto un colpo di fucile di Kraven e viene sepolto. Lo stesso Kraven indossa, poi, il costume nero e prende il suo posto, in una caccia grossa al crimine che comprende, fra i suoi metodi, anche l'omicidio. Peter Parker, tuttavia, non è realmente morto, ma in animazione sospesa; tornato vivo e vegeto (ma parecchio traumatizzato dal fatto di essere stato sepolto vivo), affronta Kraven e il metaumano cannibale Vermin, che durante la sua assenza aveva terrorizzato la città. L'arrampicamuri cattura Vermin, ma deve rinunciare a chiudere i conti con Kraven, che subito dopo lo scontro si suicida, perché l'ultimo scopo della sua vita, sconfiggere l'Uomo Ragno, è stato raggiunto.

### Il bambino dentro
Vermin, grazie alla psicologa Ashley Kafka, supera il trauma delle violenze subite da parte del padre e riacquista in parte la sua personalità umana, mentre Harry Osborn, vittima anch'egli di suo padre Norman, ricade nella follia e torna a vestire i panni di Goblin.

### Carnage
Eddie Brock e il simbionte che aveva originato Venom evadono dal carcere, lasciandosi però dietro un seme del simbionte stesso, che si unisce allo psicopatico Cletus Kasady, generando Carnage. Il nuovo simbionte scappa di prigione iniziando a spargere il terrore. L'Uomo Ragno riesce a fermarlo grazie a Venom e lo fa rinchiudere; Kasady, però, fugge nuovamente poco tempo dopo, dando luogo agli eventi che sfoceranno nel crossover Maximum Carnage.

### La saga del clone
Dopo la morte di Harry Osborn e il falso ritorno dei suoi genitori, rivelatisi dei robot creati dal Camaleonte, ritorna a galla il passato in cui lo Sciacallo aveva clonato Peter. Si credeva che il clone fosse andato distrutto; invece ricompare, sostenendo di essersi fatto chiamare Ben Reilly, ma che in realtà è lui il vero Peter Parker, mentre il gemello che aveva sposato Mary Jane sarebbe il clone. Ben Reilly assume poi l'identità segreta del Ragno Rosso e, come tale, collabora con Peter nella lotta ai criminali. La vicenda si rivelerà essere una macchinazione di Norman Osborn, il quale aveva falsificato gli esami del DNA di Peter, per indurlo a credere di essere lui il clone; Norman Osborn, poi, rapirà Ben, cercando di servirsene contro il gemello, ma Ben si sacrificherà, morendo per salvare Peter. Mentre la questione su chi sia l'Uomo Ragno è ancora aperta, muore zia May; tuttavia, si scoprirà in seguito che a morire era stata in realtà un'attrice, che l'aveva impersonata fin dall'inizio della trama di Norman Osborn, il quale aveva anche provveduto a rapire la vera May.

### Capitolo finale
Peter e Mary Jane tornano a condurre una vita relativamente tranquilla, tornando all'università e vivendo assieme a zia Anna Watson. Norman Osborn, tuttavia, grazie a un ricatto ai danni di J. Jonah Jameson, acquisisce metà della proprietà del Daily Bugle e usa il potere della stampa per rovinare la vita dell'Uomo Ragno, arrivando a farlo accusare di omicidio e costringendolo così a rinunciare al suo costume. Peter continua comunque a combattere il crimine, usando altre quattro identità: Calabrone Rosso, Ricochet, Dusk e Prodigy; con quest'ultima, riesce a riabilitare l'Uomo Ragno. Osborn, tuttavia, ha altri piani: durante un rituale che dovrebbe garantirgli un potere divino, impazzisce e va in caccia dell'Uomo Ragno. Durante lo scontro, quest'ultimo scopre finalmente che zia May era ancora viva e che a morire era stata un'attrice a cui Osborn aveva somministrato il suo DNA. Prima di finire fuori combattimento a causa delle allucinazioni provocate dal rituale, Goblin riesce quasi a causare la distruzione del palazzo del Daily Bugle; ma la colpa viene data all'Uomo Ragno, che pure era quasi morto nel tentativo di salvare le persone all'interno dell'edificio. Peter, quindi, decide che la gente non si fiderà mai di lui e brucia il costume.

### Il riavvio della saga -Chapter One
In Chapter One vengono aggiornate le origini del personaggio. Temporaneamente compare un nuovo Uomo Ragno, impersonato da Martha Franklin; poco dopo, tuttavia, Peter torna alla sua attività mascherata, per ritrovarsi coinvolto negli intrighi del senatore Stewart Ward, dei Sinistri Sei e di un misterioso molestatore che perseguita Mary Jane fino a quando lei muore in un incidente aereo; dopo la moglie, Peter perde anche la casa e il lavoro. Dopo poco tempo, tuttavia, scopre che Mary Jane è ancora viva ed è tenuta prigioniera dal molestatore.

### Potere totemico
J. Michael Straczynski - con Potere totemico, ciclo di storie disegnato da John Romita Jr. e composto dalle saghe Tornando a casa, La tela della Follia, Guardando indietro, Buon compleanno, Il Libro di Ezekiel e Pulse - ipotizza che il morso del ragno radioattivo che fornì i poteri a Peter Parker non sia stato casuale, ma progettato dalla divinità Anansi, alla ricerca di un suo rappresentante, un totem vivente che facesse da collegamento tra i ragni e gli uomini o, più in generale, tra il mondo animale e il mondo umano, troppo separati dal progresso. La scelta era caduta su Peter perché un nerd come lui, vittima continua degli eventi e delle angherie altrui, avrebbe più facilmente incarnato l'ideale di ragno come predatore per reazione a tutto il risentimento accumulato. Questa valenza soprannaturale è uno dei motivi per cui l'Uomo Ragno si è spesso trovato coinvolto in battaglie con nemici ispirati agli animali come il Dottor Octopus (piovra), l'Avvoltoio, Rhino (rinoceronte), Lizard (lucertola) e molti altri: un riflesso della catena alimentare. A causa della sua forzata trasformazione in un ragno gigante, Peter acquisisce nuovi poteri: ora può parlare con gli insetti, sparare ragnatele organiche e il senso di ragno si affina notevolmente. L'Uomo Ragno si ritrova, a questo punto, a confrontarsi con Ezekiel, un anziano uomo d'affari dotato degli stessi suoi poteri, il quale in seguito lo aiuta facendogli da mentore e da alleato nella lotta contro Morlun e Shathra.
Nel ciclo Buon compleanno l'Uomo Ragno affronta Dormammu con l'aiuto (fra gli altri) dei Fantastici Quattro e del Dottor Strange; qui rivive diversi momenti della sua vita e vede un possibile futuro; inoltre, grazie al dr. Strange, riesce a parlare con il defunto zio Ben. Nel successivo ciclo, Il Libro di Ezekiel, Ezekiel - che aspirava a impadronirsi dei poteri di Peter - quando dovrebbe avvenire il passaggio dei poteri - e, con esso, la morte di Peter -, vivendo i suoi ricordi e provando cosa significhi per Peter Parker essere l'Uomo Ragno, decide di morire al suo posto. Con questo ciclo si chiude nuovamente la presenza di John Romita Jr. ai disegni di Amazing Spider-Man, sostituito da Mike Deodato Jr..

### Peccati del passato
Peter Parker s'imbatté in due ragazzi dotati di superpoteri che tentano di ucciderlo; scopre che sono i figli del suo primo amore, Gwen Stacy, e di Norman Osborn. Prima di morire, infatti, Gwen Stacy aveva avuto una relazione con Norman Osborn, da cui erano nati due gemelli (di cui non era stata data notizia per evitare scandali); alla morte di Gwen, Osborn si era preso cura dei due gemelli e li aveva fatti crescere nell'odio e nel disprezzo del suo mortale nemico, l'Uomo Ragno.Tuttavia, i ragazzi, contaminati dal sangue geneticamente modificato del padre, invecchiano velocemente e rischiano di morire in breve tempo; Peter tenta, nonostante tutto, di salvarli.

### L'altroe il nuovo costume
Dopo essere stato ferito e mutilato gravemente da Morlun in un sanguinoso scontro, Peter muore all'ospedale. Si trasforma poi in una crisalide dal quale risorge con nuovi poteri e completamente risanato. L'Uomo Ragno ritorna, così, con un nuovo costume rosso e oro progettato da Tony Stark / Iron Man e noto, per via delle caratteristiche simili all'armatura di Iron Man, come Iron Spider. In seguito, durante il crossover Civil War, il costume va distrutto.

### Civil War
A seguito dell'emanazione di una legge, l'Atto di registrazione dei superumani, che impone ai supereroi di svelare la propria identità segreta al governo degli Stati Uniti, nella comunità dei superumani si creano due fazioni opposte: una a favore della legge, guidata da Iron Man, e l'altra contraria, capitanata da Capitan America. Peter Parker si schiera a favore e decide, su pressione di Tony Stark ed incoraggiamento di zia May, di svelare la sua identità, indossando pubblicamente il costume fatto per lui da Iron Man. In seguito a tale rivelazione, J. Jonah Jameson fa causa a Peter Parker per aver spacciato come scoop giornalistici quelle che erano in realtà foto fatte a se stesso; il boss Kingpin, invece, cerca di approfittarne per fiaccare lo spirito dell'Uomo Ragno, prendendo di mira chi gli è caro: il bersaglio dell'attentato sarebbe Mary Jane, ma per errore viene colpita zia May. Peter, già dubbioso per gli estremi a cui sta arrivando il conflitto tra supereroi, quando scopre a quali infamie Stark è disposto a ricorrere per vincere, cambia idea e raggiunge la base dei ribelli. Dopo la battaglia finale, Capitan America si lascia arrestare per evitare altre vittime innocenti; l'Uomo Ragno, invece, rifiuta il perdono presidenziale ed entra in clandestinità assieme ai rimanenti membri dei Vendicatori Segreti. In questa occasione, decide di indossare nuovamente il costume nero.

### Back in Black

L'Uomo Ragno con il costume nero in Back in Black

Di J. Michael Straczynski (testi) e Ron Garney (disegni).
Back in Black inizia come naturale proseguimento della saga precedente e mostra le prime ed immediate conseguenze della pubblica rivelazione che Peter Parker e l'Uomo Ragno sono la stessa persona.
Un sicario viene mandato dall'ex-re del crimine, Kingpin, ora in prigione, ad uccidere la famiglia di Peter Parker. L'assassino spara a zia May, ferendola gravemente. L'anziana signora viene portata all'ospedale in coma; questa tragedia e l'assassinio di Steve Rogers fanno sì che l'Uomo Ragno ritorni a indossare il costume nero in segno di lutto, ma soprattutto per segnalare che ha smesso di controllarsi. Trovato l'assassino e alcuni suoi complici, infatti, egli prova a strappare loro le informazioni sul mandante in modo estremamente violento, lanciandone uno dalla finestra dell'appartamento e rompendo un braccio del sicario. Prima che possa interrogarlo, tuttavia, il malvivente viene ucciso da un cecchino; dopo aver raggiunto quest'ultimo, Peter scopre che Kingpin è il mandante dell'attentato a May Parker. Quindi, dopo aver minacciato di morte Fisk, si reca a Ryker's Island per fronteggiarlo e lo umilia picchiandolo a sangue. Quando lo zar del crimine gli rinfaccia di non aver mantenuto fede alla sua promessa, Peter gli dice che ha promesso di ucciderlo, ma non ha specificato quando. Kingpin dovrà, quindi, vivere, d'ora in poi, in attesa della vendetta di chi ha dimostrato ampiamente di poterlo uccidere.
Intanto, nell'ospedale in cui è ricoverata zia May si trova anche Eddie Brock, che, separato dal simbionte di Venom, ha delle forti allucinazioni e immagina che lo stesso simbionte gli stia ordinando di uccidere zia May. Indossando un costume nero commerciale dell'Uomo Ragno, Eddie arriva quasi ad ucciderla, ma alla fine riesce a rinsavire. Nello stesso momento giunge Peter. Eddie gli dice di aver combattuto il mostro che si celava dentro di lui e, pentito per l'azione che stava per compiere, si getta dalla finestra dell'ospedale, ma Peter riesce a salvarlo.

### World War Hulk
Durante l'attacco di Hulk, l'Uomo Ragno cerca di combatterlo insieme ai Potenti Vendicatori e ai Nuovi Vendicatori, ma inutilmente: viene sconfitto da Elloe Kaifi ed imprigionato.
In seguito viene liberato, insieme ai compagni, da Sentry.

### Soltanto un altro giorno
May Parker, la zia di Peter, sta lentamente morendo a causa di un colpo sparato da un killer assoldato da Kingpin, destinato in realtà allo stesso Peter Parker, il quale però aveva evitato il proiettile. Peter, disperato, si reca da Tony Stark, con cui ingaggia uno scontro molto duro, e dal Dottor Strange, sperando che abbiano la soluzione per sventare la tragedia, ma nessuno dei due può aiutarlo. Strange lo indirizza dalle più grandi menti dell'universo, senza però ottenerne nulla. Sconfortato, Peter usa uno degli incantesimi di Strange per tornare indietro nel tempo ma scopre di non poter modificare il corso degli eventi, ferendosi. Lo stregone lo guarisce e lo riporta indietro, incoraggiandolo ad arrendersi e a stare vicino alla zia nei suoi ultimi giorni. Sulla via di ritorno per l'ospedale, Peter incontra una bambina, un programmatore insoddisfatto della sua vita e un ricco industriale che darebbe tutto il suo impero per ritrovare il suo amore di gioventù. La bambina è la figlia che Peter e Mary Jane avrebbero potuto avere in futuro, mentre gli altri due uomini sono versioni alternative di Peter. A proiettare queste visioni è Mefisto, che offre a Peter di salvare zia May ma, invece dell’anima dell’uomo, chiede in cambio di rinunciare al matrimonio con Mary Jane. Peter e Mary Jane accettano il patto, dopo una travagliata e sofferta discussione. Mary Jane sussurra poi una misteriosa offerta a Mefisto, in cambio di far dimenticare al mondo l'identità dell'Uomo Ragno. Il demone acconsente alla richiesta. Cancella il loro matrimonio (ossia, Peter e Mary Jane non si sono mai sposati), i ricordi di Peter al riguardo, e la sua identità segreta nella mente di tutti (resa pubblica in Civil War). May torna a godere di ottima salute e diversi elementi altri della continuity risultano riscritti: fra questi, la scomparsa della ragnatela organica (Peter usa di nuovo i lanciaragnatele) e il ritorno dalla morte di Harry Osborn. Peter si risveglia da solo, nella stanza in cui viveva da ragazzo, in casa di zia May. Prende parte ad una festa, alla quale partecipa anche Mary Jane, organizzata per il ritorno dell'amico Harry Osborn dall'Europa. Peter vede di sfuggita Mary Jane lasciare il party, affranta. Tutti gli ospiti alzano i bicchieri e brindano ad un nuovo giorno.

### Un nuovo giorno
Dopo l'accordo con Mefisto sono cambiate molte cose: l'identità dell'Uomo Ragno è ancora segreta e, poiché non vuole ripetere l'errore di rivelarla, egli, in quanto supereroe non registrato, è un vigilante fuorilegge. I suoi poteri sono tornati quelli delle origini e, purtroppo, anche le sue disastrose condizioni economiche. May Parker, tornata in salute, non conosce più l'identità segreta del nipote (che aveva scoperto in seguito allo scontro con Morlun) e vive nella vecchia casa di Forrest Hills, insieme allo stesso Peter. Harry Osborn, infine, è vivo e appena tornato da un misterioso viaggio in Europa. Arrivano nuovi avversari come Overdrive, Mister Negativo, Minaccia (un nuovo Goblin), la Bambola di Carta, la nuova Kraven (figlia dell'originale), e Anti-Venom (una nuova identità di Eddie Brock); inoltre, a New York c'è una nuova supereroina registrata, Jackpot, che presenta diverse somiglianze con Mary Jane. Il Daily Bugle rischia di fallire; J. Jonah Jameson ha un infarto e la moglie Marla decide di cedere la proprietà della testata a Dexter Bennett, che la ribattezza "D.B.". Peter si licenzia e inizia a lavorare per Frontline, un nuovo quotidiano fondato da Ben Urich. La polizia, dopo aver trovato alcune ragno spie su dei cadaveri, accusa l'Uomo Ragno di essere un serial killer ma l'arrampicamuri viene scagionato da Devil.

### Secret Invasion
Durante l'invasione aliena, Spidey combatte a fianco dei Nuovi e Potenti Vendicatori contro gli Skrull. Egli nota con sorpresa che gli alieni non attivano il suo senso di ragno. In seguito, lui e i Vendicatori si uniscono ai Thunderbolts, all'Iniziativa e alla squadra di Nick Fury per combattere gli Skrull a New York.

### Dark Reign
Norman Osborn ha il controllo totale degli Stati Uniti. L'Uomo Ragno sarà fondamentale per la raccolta di dati compromettenti nella torre dei Vendicatori, ora nelle mani del governo di Osborn. Una volta ottenuti i dati, ovvero un file video in cui Norman esegue degli esperimenti su un essere umano, Peter manda il file a tutti i suoi conoscenti, tra cui alcuni colleghi del Daily Bugle e di altri giornali.

### American Son
Zia May si è fidanzata con Jay Jameson, padre di Jonah, che è diventato sindaco di New York; intanto Norman Osborn tenta di contattare suo figlio Harry, per farlo entrare nei Vendicatori; nel frattempo Harry scopre che la sua ex-fidanzata Lily Hollister, alias Minaccia, è incinta: decide, così, di accettare la proposta del padre. L'Uomo Ragno, con l'aiuto della Donna invisibile, riesce a catturare Mac Gargan e indossa un costume nero fatto di molecole instabili che lo rendono simile a Venom; poi si reca alla torre dei Vendicatori di Osborn e scopre che Norman vuole far diventare suo figlio un supereroe con il nome di American Son. Tuttavia, viene scoperto da Daken, che lo attacca. Riesce a stenderlo, ma sulla scena irrompono Osborn, Bullseye e Moonstone. All'inizio il nostro sembra riuscire a trovare una scusa, ma viene tradito da Harry, che rivela al padre che dietro la maschera di Venom non c'è Gargan. Spidey viene rapidamente catturato e bloccato. Harry fa tutto questo per guarire Lily dal siero di Goblin, ma proprio mentre sta per iniettarle l'antidoto, lei reagisce violentemente e gli rivela che il bambino che porta in grembo non è suo ma di Norman; il motivo per cui lei ha accettato questo piano era per attirare qui l'Uomo Ragno. Intanto Peter viene torturato da Bullseye e Norman gli rivela che Harry entrerà nei Vendicatori solo per diventare un martire; furioso come mai, l'Uomo Ragno si libera. Intanto, Harry indossa l'armatura di American Son e si scontra con il padre. Minaccia cerca di aiutare Norman, ma viene tramortita dall'Uomo Ragno. Harry è sul punto di eliminare Norman, ma alla fine decide di risparmiarlo e torna alla sua vita. L'Uomo Ragno riesce a sopravvivere e a proteggere la sua identità. Norman, dal canto suo torna con Lily alla torre dei Vendicatori; dichiarando di non considerare più Harry come suo figlio, si prepara ad accudire il suo nuovo erede.

### Chi era Ben Reilly?
Durante la festa di fidanzamento di Zia May, Peter viene attaccato in bagno da un uomo, Damon Ryder, alias Raptor. Dopo aver indossato il costume e averlo fermato, gli chiede il motivo dell'attacco; Raptor gli spiega che lui non ha attaccato Peter Parker ma Ben Reilly, dopodiché riesce a scappare. Giorni dopo, Peter scopre che Damon è un sopravvissuto al'incendio che molti anni prima aveva ucciso la sua famiglia e che l'identikit del piromane è uguale alla sua faccia, cioè a quella di Ben.

### La sfida
Zia May sposa Jay Jameson, mentre l'Uomo Ragno, aiutato dalla Torcia Umana, sconfigge il Dottor Octopus e lo costringe a fuggire.. Torna Mary Jane. Intanto, il Camaleonte, al soldo di terroristi, cerca di piazzare una bomba nell'ufficio del sindaco ma l'Uomo Ragno riesce a fermarlo. Poco dopo, il malvivente viene avvicinato dalla moglie di Kraven, desiderosa di vendicarsi dell'arrampicamuri.
Successivamente Electro, convinto che la sua vita sia stata rovinata dal suo potere elettrico, organizza un movimento pubblico chiamato "Potere al Popolo" contro Dexter Bennett e la New York Stock Exchange. Per questo viene considerato un eroe e l'Uomo Ragno viene criticato quando lo attacca pubblicamente. Nel frattempo, tuttavia, Electro fa un accordo con Dexter Bennett, promettendogli di fermare la propria campagna in cambio delle cure che gli occorrono per guarire. Il Pensatore Pazzo si offre di curarlo, ma l'Uomo Ragno interferisce, rendendo Electro un fulmine elettrico artificiale. Carico del suo nuovo potere, Electro lo usa per tradire Dexter Bennet. L'Uomo Ragno lo sconfigge, ma il Daily Bugle viene completamente distrutto. Nell'epilogo, Electro incontra Sasha Kravinoff e il Camaleonte nella sua nuova cella.
L'Uomo Ragno, intanto, aiuta Carlie Cooper con un caso investigativo che coinvolge tre omicidi e una ragazza scomparsa di nome Keemia: rintraccia gli assassini a Governor's Island, dove trova anche Keemia. Ma l'intera isola si rivela essere l'Uomo Sabbia, alcuni multipli del quale combattono con l'Uomo Ragno, confessandogli di essere gli assassini della madre di Keemia e gli autori degli altri omicidi. L'Uomo Sabbia, tuttavia, scioccato dal fatto che i suoi duplicati abbiano agito autonomamente in maniera malvagia, inizia a combattere contro di loro. L'Uomo Ragno riesce a sconfiggere, poi, anche l'Uomo Sabbia e ritorna a Manhattan con Keemia.
Un nuovo criminale con un costume di Rhino viene manipolato da Sasha Kravinoff, la quale gli dice che potrà ottenere l'onore di indossare le vesti del rinoceronte soltanto uccidendo Aleksei Sytsevich, l'originale Rhino, che, però, ha abbandonato da tempo il suo costume e la sua identità criminale e sta vivendo con la nuova moglie, Oksana.Così, mentre Peter inizia a lavorare a tempo pieno al giornale Front Line, il nuovo Rhino attacca Aleksei. L'Uomo Ragno combatte il primo per proteggere il secondo, ma viene sconfitto. Riesce, però, nonostante tutto, a convincere Aleksei a non tornare a indossare i panni di Rhino.
Nel frattempo, l'organizzazione mafiosa del Maggia è sull'orlo del baratro a causa della perdita di Silvermane (avvenuta durante lo scontro con la banda del Gufo), ma anche della cattiva conduzione degli affari criminali della famiglia da parte di Bruno Karnelli e della lotta con Mister Negativo e Testa di Martello. Per risolvere tali problemi, il Maggia assolda, quindi, Mysterio, il quale accetta, ma solo per servire i propri scopi. Nel corso di una battaglia tra il Maggia, Mister Negativo e l'Uomo Ragno, la maggior parte dei mafiosi muore e Mysterio perde tutti i soldi che aveva guadagnato. Al termine dello scontro, Mysterio viene avvicinato dal Camaleonte (sotto le sembianze di Jean DeWolff) che gli dice che alcuni amici sono ansiosi di "incontrarlo".
La Gatta Nera aiuta l'Uomo Ragno a sostituire la fiala del suo sangue in possesso di Mister Negativo con una fiala di sangue di maiale, in modo che Mister Negativo rimanga ignaro di aver perso la possibilità di uccidere il suo avversario tramite la formula del Respiro del Dragone. Il nostro eroe
scopre, poi, che c'è Morbius dietro il furto del suo sangue e che il vampiro vivente lo sta usando per trovare una cura per lo stato di immortalità e per la licantropia di Jack Russell; si offre, quindi, volontario, donandogli altro sangue.
Intanto, Electro fa evadere di prigione il nuovo Avvoltoio, che vuole vendetta contro J. Jonah Jameson, la persona che, secondo lui, l'ha trasformato in un mostro. La mafia inizia a seminare false prove sulle responsabilità di Jameson nella creazione del nuovo Avvoltoio e i media iniziano a diffondere la notizia.
L'Uomo Ragno, tuttavia, scopre che essa è priva di fondamento e arriva al City Hall giusto in tempo per salvare Jameson. L'Avvoltoio cerca di fuggire, ma l'arrampicamuri lo blocca e gli rivela la verità in merito alla sua condizione: il responsabile è la mafia, non J. Jonah Jameson. L'Avvoltoio sceglie così di attaccare i gangster e di lasciare libero Jameson. Peter decide, poi, di effettuare un fotoritocco per dimostrare l'innocenza di Jameson ai media; tuttavia Jameson denuncia l'espediente e licenzia Peter in pubblico.
Intanto, Aleksei, l'originale Rhino, e sua moglie cercano di andare sotto protezione e custodia, ma il nuovo Rhino attacca il veicolo che li sta scortando presso una casa rifugio. Oksana viene uccisa e Aleksei, pieno di rabbia e odio, riprende il costume da Rhino e combatte contro il suo rivale. L'Uomo Ragno prova a fermarlo, ma fallisce: il vecchio Rhino uccide il suo aspirante successore.
Dopo aver lasciato lo S.H.I.E.L.D., Carmilla Black ha assunto solo incarichi indipendenti. Per questo motivo, Sasha Kravinoff la assolda per rubare il costume originale dello Scorpione, ora in possesso di Hood, che l'ha ricevuto da Norman Osborn. Durante l'inevitabile scontro, lo Scorpione punge l'Uomo Ragno, che perde temporaneamente i suoi poteri. Per fermare l'uomo che stava difendendo come avvocato, Michele Gonzales, la coinquilina e recente flirt di Peter Parker, si ritrova coinvolta nella battaglia. Peter riesce a salvare Michele, indossa il costume da Uomo Ragno, ottiene nuovamente i poteri ragneschi e aiuta lo Scorpione contro Hood. Quando Peter riporta a casa Michele, i due giungono alla conclusione di porre una tregua alle loro schermaglie e screzi da coinquilini.
Qualcosa può fermare il Fenomeno: il nuovo Capitan Universo. Il riferimento è la storia Niente può fermare il Fenomeno, scritta anni prima sempre da Roger Stern e disegnata da John Romita Jr., con protagonisti l'Uomo Ragno e il Fenomeno. Il nuovo Capitan Universo, creato dall'Uni-potere e dalla Forza Enigma per fissare le fratture nelle placche tettoniche sotto New York causate dallo stesso Fenomeno durante il citato Niente può fermare il Fenomeno, cerca invece di uccidere il Fenomeno per scopi personali. A causa di ciò l'Uni-potere abbandona il soggetto e possiede il Fenomeno, il quale, con i poteri di Capitan Universo, ripara il danno alle placche tettoniche.
Il dr. Curt Connors ha un nuovo lavoro, dove è spesso vessato dal suo capo, e ha perso la custodia di suo figlio Billy. Un dialogo interiore con il suo doppio, Lizard, lo esorta a prendere ciò che è suo e la rabbia di Lizard emerge quando la donna che gli fa da assistente di laboratorio (e verso cui prova attrazione) trascorre la notte con il suo capo. Connors cerca, nonostante tutto, di prendere un siero che possa trattenere la sua parte rettile, ma il superiore non glielo permette e viene, quindi, divorato dal redivivo Lizard. Alyosha Kravinoff, intanto, di ritorno a New York, aiuta Ana a cacciare Kaine. Billy Connors, rapito da Ana Kravinoff, viene trovato da Lizard, che lo uccide. L'Uomo Ragno si trova, nel frattempo, costretto a combattere una serie di persone sotto il controllo mentale di Lizard, che ha fatto emergere il loro aggressivo lato rettile; Peter riesce, comunque, a bere la pozione che può far trasformare Lizard nel Dottor Connors, ma può anche rendere immune lui al controllo rettile dall'avversario. Lizard, quindi, fugge nella notte. Peter va, allora, dalla zia May che riesce a liberarsi dall'influsso di Mister Negativo e si riconcilia con il nipote.

### Tetra caccia
Kaine arriva sulla soglia di casa di Peter, coperto di sangue e in fin di vita, che gli rivela che Sasha, Ana e Alyosha Kravinoff hanno rapito da tempo Madame Web e Mattie Franklin. Peter accoglie Kaine in casa, gli chiede spiegazioni e poi, nonostante abbia l'influenza, va in cerca di quelli che hanno ridotto in quella condizione il suo clone. Incontra Arachne e insieme si scontrano con Ana e Alyosha Kravinoff. Al termine della battaglia appare un redivivo Ezekiel Sims, che gli conferma che è iniziata la caccia ai ragni. Successivamente, in un rito sacrificale, Sasha Kravinoff uccide Mattie Franklin per riportare in vita il figlio Vladimir, il quale risorge dalla tomba con sembianze leonine.
Uomo Ragno, Arachne ed Ezekiel vanno alla ricerca di Araña, prossimo obiettivo dei Kravinoff. Quando la trovano, la difendono contro i Kravinoff. Tuttavia, vengono sconfitti e Arachne e Araña vengono catturate. Kaine arriva tardi e i Kravinoff sono già fuggiti. L'Uomo Ragno ed Ezekiel hanno una lunga discussione prima di recarsi alla base dei Kravinoff. Una volta giunti li, Ezekiel si rivela essere il Camaleonte e l'Uomo Ragno viene sconfitto. Alla presenza dei Kravinoff e di Mysterio, l'eroe viene posto su un tavolo, dove viene ucciso con un coltello. Con la morte del suo vecchio nemico, Sergei Kravinoff esce fuori dalla sua tomba.
In realtà a essere ucciso è stato Kaine, che aveva preso il posto di Peter per avere il suo momento di gloria. Poiché,il vero Uomo Ragno non è morto, Sergei Kravinoff vive in una non-vita ed è, quindi, molto distaccato verso la sua famiglia. Quando Peter si sveglia trova il suo costume nero e un biglietto con scritto «Dammi la caccia». Infuriato indossa il costume nero e si scatena sui Kravinoff, catturandoli a uno a uno. Restano, a questo punto, solo Sergei e sua moglie e, dopo aver mutilato il volto di Sasha, Peter arriva allo scontro con Kraven. Tuttavia, prima che possa uccidere il suo nemico, Arachne lo blocca. Poco prima che morisse per mano di Sasha Kravinoff,infatti, Madame Webb ha donato i suoi poteri (insieme alla cecità) alla ragazze, che avverte, quindi, Peter: se ucciderà Sergei Kravinoff, innescherà un circolo vizioso di perdizione che porterà alla morte di moltissime persone. L'Uomo Ragno risparmia, dunque, la vita al suo avversario, che fugge assieme alla sua famiglia nella Terra Selvaggia. Intento a riprendere le redini della propria famiglia nel modo più brutale possibile, Kraven annuncia che caccerà i membri della sua famiglia per renderli forti e degni di affiancarlo nel prossimo futuro.Quindi, uccide sua moglie Sasha e Vladimir. Restano solamente due dei suoi figli: Ana e Alyosha. La prima, pur di restare con il padre per poter costruire insieme il loro regno, decide di cacciare Alyosha. Nell'epilogo, viene mostrato Kaine che emerge dalla tomba. Tramutato in Tarantula.

### Un momento nel tempo
In Italia dal numero 559 al 561. La saga si apre con un flashback di Soltanto un altro giorno, di cui è uno sviluppo: si vede Mary Jane Watson convincere Mefisto a non tormentare più Peter, a patto che questi (convinto dalla stessa moglie) rinunci al proprio matrimonio. Si passa quindi all'oggi: Mary Jane è appena arrivata a casa di Peter a New York. I due, che all'inizio del ciclo di storie di Un nuovo giorno avevano litigato per un motivo imprecisato, ricordano la loro separazione nel giorno del matrimonio, avvenuta dopo che Peter non si era presentato in tempo alla cerimonia, facendo credere di averci ripensato. In realtà era mancato perché era svenuto dopo la caduta da un palazzo, da cui si era lanciato per salvare un criminale. Si scopre, inoltre, che Peter e MJ ricordano tutto quello che era successo veramente durante Civil War: dallo smascheramento di Peter all'attentato a zia May. Da quel momento, però, i ricordi divergono dagli eventi di Soltanto un altro giorno: i due ricordano infatti che la zia May aveva cominciato a riprendersi dalle pessime condizioni in cui si trovava e che Peter, dopo il tentato omicidio di zia Anna e Mary Jane, aveva chiesto al Dottor Strange di far dimenticare di nuovo a tutti l'identità dell'Uomo Ragno. Il desiderio di Peter era stato esaudito dal Dottor Strange, Tony Stark e Reed Richards, che avevano messo insieme le loro conoscenze e i loro poteri per creare una tempesta virtuale (accelerata dal virus Extremis di Iron Man). Tuttavia, prima che tutti dimenticassero, lo stesso Peter aveva portato con sé MJ nell'involucro mistico che doveva proteggerlo dalla tempesta; non avrebbe sopportato, infatti, di doverle di nuovo nascondere la verità. Tuttavia, MJ, al suo risveglio si era separata da Peter, affermando che avrebbe preferito dimenticare anche lei tutte le orribili vicende vissute. Nel finale, Mary Jane dichiara di nuovo a Peter di amarlo ancora, ma di volerlo lasciare libero di rifarsi una vita, perché non si sente in grado di sopportare di stare a fianco dell'Uomo Ragno.

### Alla grande
Peter riesce a trovare lavoro come scienziato, grazie a Marla Madison (moglie di J. Jonah Jameson), che gli presenta Max Modell degli Horizon Labs. Dopo aver sventato un incidente di laboratorio grazie ai poteri ragneschi (e alle sue conoscenze scientifiche), Peter riceve già un ottimo primo assegno con un laboratorio personale. Nel laboratorio, Peter si scontra con un nuovo Hobgoblin, mandato dallo zar del crimine Kingpin per rubare un nuovo metallo speciale, il reverbio. Si scopre poi che l'Hobgoblin è Phil Urich, nipote del direttore del nuovo Daily Bugle, Ben Urich. Dopo lo scontro con il nuovo Hobgoblin, Peter realizza un nuovo costume in grado di deviare le onde sonore del criminale. Insieme alla Gatta Nera, riesce poi a entrare nel palazzo di Kingpin. Mentre la gatta sale fino all'attico di Fisk, Peter va nel laboratorio per recuperare il reverbio, ma viene presto scoperto da Hobgoblin e da alcuni ninja della Mano. Durante la lotta, Spidey riesce a distruggere alcune armi di Urich, ma le onde soniche prodotte da quest'ultimo attivano il reverbio, che fa crollare il palazzo. Mentre Hobgoblin porta via Kingpin, Peter riesce a salvare la Gatta e a uscire dal palazzo in tempo. Kingpin congeda Hobgoblin, comunicandogli che ora lavora per lui e che lo farà chiamare quando avrà nuovamente bisogno dei suoi servigi.

### La vendetta dell'Ammazzaragni
L'Ammazzaragni ritorna con un esercito di uomini-insetto, lo Scorpione al suo servizio e l'obiettivo di uccidere J. Jonah Jameson e la sua famiglia. L'Uomo Ragno interviene accanto ai Nuovi Vendicatori per fermare le creature di Smyte e crea un inibitore del senso di ragno. Sfortunatamente, usandolo, elimina anche il suo. Prima di essere fermato, l'Ammazzaragni riesce a uccidere Marla Jameson. Per rimediare alla mancanza del senso di ragno, Peter comincia a prendere lezioni di kung-fu da Shang Chi.

### Spider-Island
Lo Sciacallo, tramite cimici geneticamente modificate, contamina tutta Manhattan con un virus che dona poteri ragneschi. Peter scopre che la sua ragazza, Carlie Cooper, ha acquisito questi poteri. Un'ondata di criminali vestiti da Uomo Ragno attacca New York. I Vendicatori non vogliono che l'Uomo Ragno partecipi, perché sarebbe difficile distinguerlo dagli altri, ma lui, tramite un video, chiama in veste civile tutti coloro che hanno ricevuto questi poteri a combattere. Grazie a questi cittadini la città viene salvata. In seguito, Peter e Carlie si recano nell'ex laboratorio dello Sciacallo, sospettando di lui. Qui vengono attaccati da alcuni supercriminali con i poteri ragneschi e riescono a sconfiggerli. In seguito, durante una rapina di Shocker, che ha sviluppato sei braccia, tutti gli infetti si trasformano in ragni giganti. Si scopre che lo Sciacallo lavora con la Regina, vecchia nemica di Spidey e Capitan America, e che ha al suo servizio il Re Ragno, cioè Capitan America trasformato in ragno umano, e Kaine, alias Tarantula. Alla Horizon Labs sviluppano un vaccino partendo dall'Anti-Venom. Tarantula viene inviato a distruggerlo, ma l'Uomo Ragno lo ferma, curandolo e recuperando il senso di ragno. Frattanto il nuovo Venom, Flash Thompson, riporta Capitan America alla normalità e attacca con lui la Regina. Questa si trasforma a sorpresa in un ragno gigantesco, che attacca tutti gli eroi. Mentre l'Uomo Ragno, con i vecchi Octobot del Dottor Octopus guarisce tutti i newyorchesi, Kaine, con il costume stealth, uccide la Regina. Il giorno seguente tutti si risvegliano di nuovo normali. Carlie capisce che Peter è l'Uomo Ragno e lo lascia. Spidey si reca dal Dottor Strange, che gli spiega che, rivelando a tutta New York di possedere poteri ragneschi, ha in parte rotto l'incantesimo che fece dimenticare a tutti la sua vera identità. Ora chiunque può capirlo, come prima.

### Fino alla fine del mondo
Il Dottor Octopus, che sta per morire, lancia nello spazio dei satelliti, le sue "Lenti Octaviane", che, a detta sua, dovrebbero mettere fine al surriscaldamento globale. In realtà però ha intenzione di uccidere tutti gli esseri umani. L'Uomo Ragno e i Vendicatori intervengono e attaccano i Sinistri Sei, subendo una pesante sconfitta. Spidey viene salvato con la Vedova Nera da Silver Sable. Con l'aiuto delle due spie distrugge una a una tutte le fabbriche di satelliti del Dottor Octopus e battono in successione l'Uomo Sabbia, Camaleonte e Mysterio (quest'ultimo si allea con loro, mentre Electro è stato sparato nello spazio da Thor). Octavius manda allora contro di loro i Vendicatori controllati mentalmente. Tuttavia, questi vengono liberati dal controllo e l'Uomo Ragno e Sable attaccano Octopus. Silver Sable si sacrifica per trattenere Rhino, morendo. L'Uomo Ragno raggiunge il Dottor Octopus e riesce a fermare l'attivazione della lente octaviana, salvando il mondo. Inoltre porta alla Horizon Octopus per fargli avere un sistema di supporto vitale, dichiarando che non ha vinto, perché qualcuno (Sable) è morto.

### Zona Pericolo
Roderick Kingsley, il primo Hobgoblin, torna a New York per sfidare Phil Urich, l'attuale Hobgoblin. L'Uomo Ragno riesce a recuperare una valigetta contenente una chiave per il nascondiglio di Norman Osborn, luogo in cui è nascosta tutta la tecnologia di Goblin e segreti di vario genere. Nel frattempo Kingpin riesce a far costruire dei macchinari che disturbano il senso di ragno dell'Uomo Ragno, rendendolo praticamente inutilizzabile e a tratti anche pericoloso per lui stesso. Le macchine sparse per la città si attivano e il senso di ragno comincia ad impazzire, tant'è vero che percepisce anche uno starnuto come un'enorme minaccia. Peter viene rapito da Phil e portato a Shadowland, l'attuale base di Kingpin. Phil e Kingpin minacciano Max Modell di uccidere Peter se non porterà la valigetta con la chiave. Max arriva con la valigetta, ma nel frattempo irrompe Roderick Kingsley, l'Hobgoblin originale. Max ha portato con sé i lancia ragnatele e li consegna a Peter, che riesce a distruggere il macchinario che disturbava il suo senso di ragno nelle vicinanze, anche se in città ne sono rimasti molti altri. Peter e Max riescono a fuggire con la chiave di Goblin, riuscendo ad entrare nel covo segreto posizionato vicino alla Torre dei Vendicatori. Dopo un lungo scontro, Phil e Roderick decidono di allearsi e di dare la caccia ai due. Gli Hobgoblin tentano di irrompere nel nascondiglio, ma l'Uomo Ragno utilizza la tecnologia di Norman per abbattere i due, che cadono nel fiume Hudson. Phil torna da Kingpin, mentre Roderick parte per Parigi. Scopriamo, inoltre, che Norman Osborn è uscito dal coma ed è fuggito dall'ospedale. L'inventore del macchinario che disturba il senso di ragno, che lavorava alla Horizon Labs, Tyler Stone (futuro nonno di Miguel O'Hara l'Uomo Ragno del 2099) viene licenziato e Peter torna alla sua vita. Intanto, un Octobot si aggira per le strade di Manhattan.

### Desiderio di morte
Prologo. L'Octobot visto in Zona Pericolo continua ad aggirarsi per le strade e intanto, nel carcere di massima sicurezza per super criminali, Doc Ock sta morendo, riuscendo comunque a pronunciare un nome: Peter Parker. Intanto Peter svolazza tra i grattacieli, mettendosi in testa di voler ritornare con Mary Jane e di concentrarsi al massimo sul suo lavoro, costruendo invenzioni di molto superiori a quelle precedenti. Peter assume un atteggiamento strano e sembra voglioso di passare un po' di tempo in privato con MJ. Va a trovare zia May ma riceve una chiamata dai Vendicatori. Gli viene comunicato che Ock sta morendo e chiede di Peter Parker, cosa strana visto che non conosce la sua vera identità. Peter arriva al carcere Raft e, di fronte al suo acerrimo nemico, si scopre che Ock ha scambiato la sua mente con quella di Peter. In Amazing Spider-Man n. 700, episodio conclusivo della testata, la mente del dottor Dottor Octopus è dentro il corpo dell'Uomo Ragno, mentre nel corpo morente di Doc Ock c'è Peter. Al termine di uno scontro tra i due, Peter muore nel corpo del Dottor Octopus e il nuovo Uomo Ragno (con la mente di Octavius) va via, promettendo a se stesso di non perdere un singolo giorno della sua vita e di essere un Uomo Ragno Superiore. Nella sua evasione dal carcere per tentare di riprendersi il corpo Peter, favorisce involontariamente la fuga di Morbius.

### Superior Spider-Man: eroe o minaccia?
Otto è l'Uomo Ragno da poche settimane, continuando a proseguire il suo lavoro da supereroe per le strade di New York. L'Uomo Ragno si imbatte nella nuova formazione dei Sinistri Sei, che viene sconfitta da Otto in pochi istanti. Quando Otto sta per togliere la vita a Boomerang, membro dei nuovi Sinistri Sei, il fantasma di Peter blocca la mano di Otto, impedendo all'uomo di uccidere Boomerang. Otto non può vedere Peter né sentirlo, ma Peter può comunque interagire con lui, senza che esso se ne accorga. Otto, nel corpo di Peter, continua a portare avanti la sua routine, tra l'uscire con Mary Jane e salvare vite. Ock, dopo aver salvato la vita a Mary Jane, comprende che avere una relazione con lei è impossibile e che per il suo bene deve stargli alla larga. L'Uomo Ragno localizza il nascondiglio delle persone che avevano attaccato MJ e scopre che si tratta dell'Avvoltoio. Una volta scoperto che quest'ultimo si serviva di semplici bambini, Ock va su tutte le furie, a causa del fatto che ne ha colpito uno, facendogli ricordare le violenze subite dal padre. Intanto, Peter fruga nelle memorie di Ock, assistendo a una delle scene di vita quotidiana di Ock da bambino con suo padre. L'Uomo Ragno insegue l'Avvoltoio su per il cielo, scontrandosi con lui per diversi minuti. Ock utilizzerà il Ragno-segnale, segnale di richiamo costruito dal sindaco Jameson, per accecare l'Avvoltoio, mentre lui, utilizzando lenti polarizzate, si proteggerà dal forte bagliore. L'Avvoltoio viene ferito gravemente e Carlie rimane sbigottita dinnanzi alla brutalità dell'Uomo Ragno, chiedendosi che razza di uomo è diventato ora.

### L'approccio aggressivo
L'Uomo Ragno ha deciso di diventare più efficiente utilizzando migliaia di robot, gli Spider-Bot, per pattugliare la città, intanto il pluriomicida Massacro evade dal carcere. Otto decide di conseguire di nuovo il dottorato come Peter Parker. Quando Jameson lo informa dell'evasione di Massacro, Otto decide di ucciderlo. Nel frattempo i bambini complici dell'Avvoltoio vengono avvicinati da Goblin che vuole vendicarsi dell'Uomo Ragno. Massacro propone alla manager di Phizzy Cola, Miranda Pullman, di commettere i prossimi omicidi indossando il logo della concorrenza in cambio di denaro. Successivamente gli Spider-Bot avvistano Massacro. Otto riesce a disarmare Massacro sparandogli e poi scopre l'accordo fra il serial killer e la manager e le impone di confessare.

### Mente inquieta
Il dottor Elias Wirtham (il vigilante noto come Cardiac) annuncia l'apertura della clinica Heart, situata presso l'antico rifugio per senzatetto che era il quartier generale di Mister Negativo. Dopo un'intervista con Norah Winters emerge che Cardiac sta progettando di utilizzare la base per sviluppare nuove tecnologie mediche e salvare innumerevoli vite, in maniera clandestina. Uno dei pazienti ha urgente bisogno di un dispositivo neurale. Nel frattempo, Peter cerca di riconquistare il controllo del suo corpo mentre Otto dorme, riuscendo a utilizzare il suo braccio destro ma l'App Pattugliamento avvisa Otto che entra subito in azione come l'Uomo Ragno; arrivato all'"Ossario" (un magazzino della polizia dove si tengono oggetti sequestrati ai superumani), Otto trova Cardiac alla ricerca di qualcosa. Peter cerca di far capire a Otto che Cardiac non è un criminale per evitare un altro dei suoi assalti brutali ma inutilmente e l'ex dottor Octopus assale il vigilante. Durante la lotta Peter urla a Otto di fermarsi e quest'ultimo riesce a sentirlo finalmente ascoltare quella voce, distraendosi abbastanza a lungo da permettere a Cardiac di conquistare il sopravvento. Otto riesce a schivare gli attacchi e, nel bel mezzo della lotta, Cardiac trova il dispositivo in questione, ma prima che possa fuggire, Otto glielo strappa dalle mani, scoprendo che si tratta dello Scanner Neurolitico, il dispositivo da lui inventato per controllare i suoi tentacoli. Inferocito dal fatto che Cardiac voglia rubare uno dei suoi dispositivi Otto lo assale ma, ancora una volta, Peter riesce a fermarlo permettendo al vigilante/medico di fuggire con il dispositivo, non prima di essere colpito da una delle vecchie Ragno-spie.
Tornando al suo laboratorio alla Horizon, Otto lavora per la prossima mossa contro Cardiac, ma riceve una chiamata dai Vendicatori (Capitan America, Thor, Donna Ragno, Vedova Nera, Wolverine). Una volta arrivato, scopre che non è un'emergenza, ma una riunione per tentare di risolvere i suoi apparenti problemi; la squadra affronta Otto accusandolo di non agire correttamente rinfacciandogli le violente aggressioni all'Avvoltoio, Boomerang, Jester e Screwball e l'uccisione di Massacro. Otto ignora i loro avvertimenti, ma Capitan America gli dice che deve ascoltarli e sostenere una serie di esami se vuole rimanere un Vendicatore. Peter è felice che i suoi compagni di squadra abbiano intuito che qualcosa non va, Otto si arrabbia e cerca di andarsene, ma Cap lo mette in guardia ancora una volta. Spazientito Otto assale "l'idiota a stelle e strisce", cominciando un combattimento con tutta la squadra. Intanto il Dr. Wirtham usa lo scanner neurolitico che ha rubato in precedenza, al fine di eseguire la scansione del cervello di una bimba (Amy Chen) e rilevare la zona danneggiata, tuttavia trova difficoltà a usare lo scanner del quale solo Otto conosce tutte le funzioni. Nel frattempo, Otto viene sconfitto dai Vendicatori, perché distratto dalla voce di Peter che solo lui può sentire. Inoltre, Carlie Cooper è ormai completamente sicura che l'Uomo Ragno non sia Peter Parker e contatta qualcuno che accetta di aiutarla (si scoprirà essere il capitano Watanabe/Wraith).
I Vendicatori eseguono molti test sul corpo di Otto, e dopo pochi minuti, i risultati appaiono positivi, rivelando che Otto non è uno Skrull o viene manipolato da fonti esterne e confermano che egli è davvero l'Uomo Ragno, con grande disappunto di Peter. Tuttavia, Otto scopre un'anomalia cerebrale minore, ma nessuno sembra accorgersene, così prende nota dei risultati. I Vendicatori si scusano, ma Capitan America avverte Otto che è in libertà vigilata e che se continuerà a essere brutale sarà espulso dalla squadra.
Otto torna a pattugliare, sollevato dal fatto che i Vendicatori non abbiano capito nulla e ritorna alla Horizon Labs. Controllati i dettagli dell'anomalia e resosi conto che per completare la sua ricerca deve recuperare lo Scanner assale la clinica Heart. Trova l'oggetto sulla testa di Amy ma Peter gli impedisce di recuperarlo. Lo scienziato scopre che quando ha tentato di distruggere il pianeta con il calore, ha gravemente danneggiato il cervello della bambina. Otto prova rimorso per le conseguenze e decide di aiutare Cardiac a curarla, con successo; Cardiac, grato, accetta di prestargli lo scanner neurolitico. Tornato alla Horizon Labs, Otto gioisce della sua vittoria, ma Peter lo avverte che lotterà per recuperare il suo corpo, ma Otto lo ha scoperto, e ordina al Cervello Vivente di preparare il laboratorio per una "Parker-ectomia". Con lo scanner, Otto tenta di determinare l'origine di alcuni spasmi che il "suo" corpo sta vivendo, capito che i ricordi di Peter in qualche modo hanno creato una sua versione nella sua testa e decide di annientarlo una volta per tutte. In un disperato tentativo di eliminare Otto, Peter tenta di strangolarlo usando il braccio destro. Otto avvia una purga completa dei suoi ricordi, a partire da quelli del Daily Bugle, ma Peter riesce a bloccarlo. Vedendo questa situazione, Doc Ock decide di affrontare direttamente il frammento di memoria di Peter. Una volta dentro, Peter gli dice che ha fatto un grosso errore quando gli amici e la famiglia del ragazzo (il capitano Stacy, Gwen, zio Ben, zia May, Flash, Mary Jane altri ancora) iniziano a comparire dal nulla, assalendo Otto; quest'ultimo contrattacca evocando i suoi nemici (Kingpin, l'Uomo Sabbia, Mysterio, Goblin, il ladro che uccise lo zio Ben) ovvero le sue paure e le sue ansie. I nemici distruggono gli amici di Peter e i ricordi che ha di loro. Infine i due contendenti si affrontano entrambi nelle vesti dell'Uomo Ragno interrogandosi su chi merita di più il nome in base alle loro azioni. Mentre Peter incolpa Otto per la sua brutalità Otto ribatte che Peter per aver tentato di essere un "amichevole Uomo Ragno di quartiere", e di aver voluto l'amore non è stato abbastanza incisivo nella sua lotta al crimine e cita i bambini complici dell'Avvoltoio e le vittime di Massacro come esempi. Infine, Otto gli rimprovera che a causa della sua interferenza, quasi non è riuscito a operare Amy e salvarle la vita. Il frammento di memoria inizialmente dice che non aveva fiducia in Otto, ma si rende conto il vero motivo delle sue azioni, era la paura che Otto lo trovasse. Perde così la volontà di combattere e Otto lo batte, perdendo però tutti i suoi ricordi. Tornando al mondo reale, Octavius gioisce che per la sua libertà: «Non c'è più. E io? Io [...] sono... libero!».

### Senza via di fuga
Colpevole di aver ucciso Marla Madison Jameson (moglie di J. Jonah Jameson), l'Ammazzaragni viene condannato a morte nel carcere di massima sicurezza Raft. Jameson invita l'Uomo Ragno all'esecuzione per assicurarsi che tutto vada liscio. Poco prima di ricevere la dose letale, Alistair riesce a fuggire. Otto aveva previsto il suo piano di fuga e attiva molti dei suoi contro-piani già pianificati in precedenza. I condotti sono protetti da laser e fiamme, i muri rinforzati da una speciale griglia e gli Spider-Bot permettono a Otto di vedere ovunque. L'Uomo Ragno mette in salvo i civili, ma Jameson si rifiuta di stare con le mani in mano e decide di dare la caccia ad Alistair incaricando il ragno di ucciderlo. L'Avvoltoio, lo Scorpione e Boomerang combattono contro l'Uomo Ragno, rinforzati da alcune macchine dell'Ammazzaragni. Ock li mette fuori gioco, ma Alistair prende di mira il generatore principale del Raft, senza sapere che la struttura ne possiede alcuni di riserva. Dopo la sconfitta di Boomerang, Alistair manda i suoi scagnozzi a uccidere i civili presenti nel Raft credendo che l'Uomo Ragno vada ad aiutarli lasciandolo perdere. Otto tuttavia lo sorprende affermando che l'unica cosa che debba fare è uccidere l'Ammazzaragni. Il ragno e Smythe ingaggiano una battaglia all'ultimo sangue. Nel frattempo l'Avvoltoio raggiunge il gruppo di civili e Jameson viene aggredito dallo Scorpione, che è più che disposto a ucciderlo, solo per essere fermato da Lizard, che possiede la mente e la coscienza di Curt Connors.
La battaglia tra l'Uomo Ragno e l'Ammazzaragni si intensifica. Alla fine Smythe si arrende e negozia la salvezza degli ostaggi, ma Otto lo uccide a tradimento ed elimina tutti i miglioramenti che il criminale aveva apportato ai propri complici. Una volta fuori, il gruppo si rallegra della propria libertà, solo per trovarsi di fronte Smythe, che sfodera il suo ultimo asso nella manica. I suoi Mini-Ammazzaragni lo terranno in vita muovendo il suo corpo e lui trasferirà la sua mente nel corpo dell'Uomo Ragno. Il piano fallisce e Otto, ora a distanza di sicurezza dagli altri, rivela la sua identità come Dottor Octopus a Smythe deridendolo un attimo prima che muoia per il fatto che la sua ultima battaglia non l'abbia combattuta contro il suo avversario. In seguito Superior obbliga Jameson a cedergli il Raft come base operativa ricattandolo con una registrazione dove Jameson gli chiede di uccidere Smythe. Ottiene così la base che rinomina Spider-Island 2.

### Un occhio cieco
Superior Spider-Man attacca Shadowland, il fulcro dell'impero criminale di Kingpin (che si accorge che c'è qualcosa di diverso nell'Uomo Ragno). Per fuggire indisturbato, il boss del crimine appicca un incendio e uccide un suo sosia, abbandonando Hobgoblin. Anche il folletto riesce a fuggire; infatti uno Spider-Bot pur notandolo non dà l'allarme. Nello stesso momento, nel suo covo, Re Goblin viene informato dell'accaduto ed esulta: l'Uomo Ragno infatti è riuscito a togliere di mezzo un dopo l'altro tutti i suoi concorrenti e, con la scomparsa di Kingpin, più della metà dei traffici illegali di New York sono nelle sue mani. Re Goblin quindi è il nuovo signore del crimine della città.

### Scappa Goblin, scappa!
Dopo la distruzione di Shadowland, Hobgoblin va dal Riparatore e, dopo avergli spiegato la situazione, gli chiede di migliorare le sue armi. Il Riparatore affida questo lavoro al suo apprendista, che si rivela essere l'ex scagnozzo di Kingpin Tiberius Stone, che sabota le armi di Hobgoblin per vendicarsi di tutte le volte in cui il folletto l'ha minacciato. Nel frattempo i sospetti di Carlie sulla vera identità dell'Uomo Ragno si rafforzano. Il capitano Watanabe è d'accordo con lei e decide di indagare per conto suo, ma come Wraith.
Al Daily Bugle, Phil Urich porta immagini della distruzione di Shadowland, impressionando tutti i suoi collaboratori, ma i soldi che ottiene non bastano a pagare l'originale Hobgoblin e Phil scatena un'ondata di crimini pur di pagare i suoi debiti portando Goblin a disattivare il suo programma in modo che Ock non scopra che ha hackerato il suo sistema.
Dopo averlo localizzato, Otto affronta Hobgoblin, iniettandogli delle nano-ragno-spie grazie alle quali scopre la sua vera identità e la dichiara pubblicamente prima di arrestarlo. Urich viene poi liberato da Minaccia e si unisce all'esercito di Re Goblin, con il nome di Cavaliere Goblin.

### Ritorno al futuro
Nel 2099 Miguel O'Hara rileva diverse anomalie nello spazio-tempo, che causano improvvise apparizioni di dinosauri e di biplani della prima guerra mondiale. Miguel rileva la sorgente delle anomalie alla Alchemax, ma recatosi lì scopre che stanno cercando di bloccare il fenomeno, per salvare il CEO della Alchemax, Tyler Stone che rischia di essere cancellato dalla storia stessa (e ciò avverrebbe anche a Miguel essendo Tyler il suo padre biologico).
Gli scienziati individuano l'origine dell'anomalia nell'età degli eroi e decidono di mandare Spider Man nel passato al fine di fermare l'anomalia scegliendo Miguel in quanto l'anomalia lo mostra già nel passato.
Nel presente, Otto sta facendo una partita di softball con i colleghi (allo scopo di far colpo su Anna Maria), ma di colpo arriva un elicottero con agenti del governo federale che arrestano Max Modell. Ciò è causato da Tiberius Stone.
Il team spiega a "Peter" quali sono le accuse contro la Horizon fino all'arrivo di, Liz Allan, ex moglie di Harry Osborn, proprietaria della "Allan Chimica" e nuova maggior azionista della Horizon, che nomina Tiberius Stone nuovo supervisore della ditta.
Ovviamente è stato quest'ultimo a causare alcuni fallimenti e a rendere pubblici gli altri, ma mancano le prove per dimostrarlo. Grady usa perciò una porta temporale per cercale, mentre Otto decide di aggredire Ty come Spidey. Dal portale di Grady però arriva l'Uomo Ragno 2099 che impedisce a Ock di assalire il nonno, (rivelandogli che sa che è Peter Parker), e scappa portandoselo dietro.
Intanto a causa del viaggio temporale di Grady la Horizon viene invasa dall'energia Alpha. Spidey 2099 spiega che tutta questa energia distruggerà il laboratorio ma non riesce a impedirlo perché viene tramortito da Otto. Otto cerca di accedere ai ricordi, di Peter per risolvere il problema ma fallisce; riesce comunque a controllare l'esplosione facendo sì che distrugga solo l'industria di Modell. Anche l'anomalia temporale rientra, Tyler decide di distruggere la macchina del tempo, lasciando Spidey 2099 bloccato nel passato. In seguito, Tiberius e Liz fondano l'Alchemax, in cui Miguel si fa assumere sotto falso nome mentre, Otto crea le Parker Industries con Sajani come socia. Tutti gli altri membri della Horizon tranne Uatu lasciano New York.

### Goblin Nation e il ritorno di Peter Parker
Dopo aver sconfitto ed essere stato posseduto dal simbionte di Venom, Superior Spider-Man/Octopus venne coinvolto nella battaglia finale con Goblin. Nel momento in cui Osborn mise sotto assedio l'intera città, con i Vendicatori occupati a sedare le rivolte e a contrastare gli uomini di Osborn, Superior Spider-Man si rese conto che l'unico che sarebbe stato in grado di vincere e sconfiggere Osborn era Peter Parker. Ripreso possesso del proprio corpo, l'intelletto di Parker riuscì a sconfiggere Goblin e a riportare la città in pace, priva della morsa del criminale Norman Osborn, sottopostosi ad una plastica facciale per rendersi irriconoscibile. La testata The Superior Spider-Man terminò quindi la sua corsa e venne rilanciata The Amazing Spider-Man con un nuovo numero 1.

### Original Sin
Ripreso possesso delle proprie facoltà, Peter Parker si trovò a dover dirigere la nuova azienda fondata da Octopus mentre possedeva la mente dell'Uomo Ragno. Durante lo scontro con la Gatta Nera ed Electro, Peter liberò Cindy Moon, una ragazza morsa dallo stesso ragno che morse in principio l'Uomo Ragno, dal bunker dove era stata imprigionata da Ezekiel Sims anni prima. Cindy Moon, che ha gli stessi poteri dell'Uomo Ragno, creò un costume e prese il nome di Silk, aiutò a sconfiggere la Gatta Nera ed Electro (che è stato depotenziato e arrestato). In seguito partecipa con tutti i Vendicatori alla battaglia sulla Luna e riuscì a recuperare temporaneamente gli occhi dell'Osservatore.

### Ai confini del Ragnoverso
Un esercito di Uomini Ragno venne reclutato da Superior Spider-Man per combattere la minaccia della famiglia di vampiri psichici, guidata da Morlun, predatori di totem del ragno in tutte le dimensioni del multiverso. Nel preludio all'evento Ragnoverso vennero narrate le storie personali di Peter Parquagh, Spider-Man Noir, Spider-Gwen, Spider-Man 2099, Aaron Aikman, Patton Parnel, Spider-Uk, SP//dr, l'Uomo Ragno Assassino, L'Uomo Ragno e i suoi fantastici amici e Spider-Man Unlimited.

### Ragnoverso
Peter, Silk, la Donna Ragno, Spider-Girl e l'Uomo Ragno 2099 vennero reclutati dall'esercito di Spider-Uk, per combattere contro gli Eredi (Morlun e i membri della sua famiglia). Peter era il ragno più importante essendo l'unico che in passato avesse sconfitto un Erede.
Durante una missione per unirsi all'altra squadra su Terra-928, Peter fu sorpreso di vedere Otto Octavius / Superior Spider-Man tra loro (era stato trasportato lì mesi prima della sua morte). Quando l'erede Daemos li rintracciò su Terra-928, gli Spider-Men furono costretti a dividersi e a fuggire. Peter ebbe un colloquio con una morente versione alternativa di Ezekiel, che gli disse di proteggere l'Altro, la Sposa e il figlio (Ben Parker, fratello di Spider-Girl) prima di morire.
Dopo aver sconfitto Otto per il comando del team, Peter andò con Anya Corazon e Gwen Stacy da Jessica Drew per chiederle di infiltrarsi tra gli Eredi. Poco dopo, la zona sicura venne attaccata dagli eredi Solus, Jennix e Morlun. Dopo che il primo uccise il Capitan Universo Uomo Ragno, l'esercito fu costretto a fuggire. Silk, che si era allontanata per conto suo, li contattò da Terra-3145 e disse di andare lì, poiché, essendo una Terra radioattiva, gli Eredi non potevano andarci. Dopo aver trovato riparo nella Sims Tower, il Ragno-esercito scoprì chi fosse lo spider-totem di questo universo: Ben Parker.
Questa versione di suo zio, però, non era disposta a combattere di nuovo. Utilizzando le pergamene mandate dalla Donna Ragno, che si era infiltrata precedentemente nella base degli Eredi, l'esercito scoprì che i vampiri psichici volevano sacrificare l'Altro, la sposa e il figlio per impedire l'emergere di nuovi Ragno-totem. Con Karn, fratello di Morlun, dalla loro parte, i ragni si diressero sul mondo degli Eredi per fermarli (Peter e Otto convinsero Ben Parker a combattere per l'ultima volta). Dopo aver sconfitto gli Eredi, Peter li rinchiuse nella Sims Tower del mondo radioattivo, dove sarebbero potuti sopravvivere senza più far del male a qualcuno.

### Spirale e Turno di notte
Dopo essere ritornato sulla Terra dopo gli avvenimenti di Ragnoverso, Peter riveste i panni dell'Uomo Ragno. Aiuta la vigilante Wraith ad incastrare Lapide, che ha corrotto il giudice di un tribunale per far sì che un criminale (che ha in precedenza ucciso il mentore della supereroina) uscisse pulito dal processo. Dopo aver ricevuto da Mr. Negativo le prove che mostrano la corruzione del giudice, questo finisce in prigione. Inoltre, anche Lapide finisce in carcere. L'assenza di Lincoln crea un vuoto di potere che il nuovo Re Goblin e Testa di Martello tentano di riempire, divenendo i re del crimine. L'Uomo Ragno riesce a fermarli entrambi e poi è costretto a lottare contro la Gatta Nera, anche lei determinata a diventare la zar del crimine, ma viene sconfitta. Dopo quest'avventura, Peter ritorna a lavorare nelle sue Parker Industries per proporre un nuovo tipo di carcere di massima sicurezza costruito con l'aiuto di Clayton Cole, Anna Maria Marconi e Sajani Jaffrey. Tuttavia, i loro concorrenti della Alchemax, Phil Urich e l'ex Molten decidono di assoldare un criminale capace di distruggere le Parker Industries, il Fantasma. Quest'ultimo riesce nell'intento, seminando caos e distruzione nell'azienda, costringendo tutti alla fuga. Peter Parker, cambiandosi nell'Uomo Ragno, riesce a contenere il caos e a sconfiggere il Fantasma. Con la distruzione della seconda sede della sua azienda, Peter decide di trasferirla in un altro posto.

### Secret Wars
Dopo tutto ciò, un'Incursione coinvolge l'universo 616 e l'Uomo Ragno aiuta i Vendicatori e gli X-Men a salvare quante più persone possibile. Grazie alla flotta di salvataggio costruita dagli Illuminati, Peter si ripara dalla distruzione assoluta, e, dopo essere stato liberato dalla flotta dal Dottor Strange, aiuta tutti gli eroi a sconfiggere il Dottor Destino, che ha utilizzato il potere degli Arcani per divenire un dio e ricreare la Terra, da lui denominata Battleworld. Con la sconfitta di Victor Von Doom, Peter ritorna su una rinnovata Terra 616 ricostruita da Mr. Fantastic, ora chiamata Terra Prima, assieme a Miles Morales. I due condividono infatti lo stesso universo.

### Mondiale
Otto mesi dopo gli avvenimenti di Secret Wars, Peter Parker è ancora l'Uomo Ragno. Assieme a Mimo (Barbara Morse) sventa un furto alle Parker Industries e inoltre, durante questo periodo, si è alleato con lo S.H.I.E.L.D. e costruisce per loro diverse armi per mantenere la sicurezza. La sua azienda si è espansa a livello mondiale, con diverse sedi in ogni angolo del mondo grazie al Webware, un congegno che sa cosa vuole l'utente prima dell'utente stesso ma lo Zodiaco se ne impossessa. Peter, assieme a Prowler si infiltrano nella loro base subacquea per recuperarlo ma Aquario riesce a spedire i file del Webware a tutte le basi dello Zodiaco. Questo si rivelerà essere stato un rischio premeditato. Infatti, tracciando il segnale inviato da Aquario, lo S.H.I.E.L.D. riesce ad individuare l'esatta ubicazione di tutte le basi del nemico. Però, prima ancora di riuscire ad organizzarsi per un contrattacco, il capo dello Zodiaco, Scorpione, attacca la fortezza volante dello S.H.I.E.L.D. riuscendo ad uccidere Leone. Sarà proprio nel momento del contrattacco che l'Uomo Ragno, nelle vesti di Peter Parker, verrà contattato da zia May, impegnata in una campagna umanitaria con la fondazione zio Ben, a causa di un attacco da parte dei Goblin. Abbandonando la missione si dirigerà sul posto dove riesce facilmente a sgominare la banda anche se il capo, presumibilmente Norman Osborn, che non si riesce a vedere in volto a causa di un fitto bendaggio, rimane impunito. Sarà proprio qui che verrà a sapere del fallimento dell'attacco S.H.I.E.L.D. e riuscirà ad organizzarsi per una controffensiva a Londra, dove si trova il reale obiettivo dello Zodiaco, un bracciale contenuto all'intero dell'antica Stele di Rosetta. Nello scontro le forze delle Zodiaco vengono sconfitte ma lo Scorpione raggiunge il proprio obiettivo riuscendo a fuggire. Una volta tornato alle Parker Industries, Peter, a causa di numerosi precedenti, ritiene colpevole di sabotaggi la sua assistente  Sajani Jaffrey. che verrà licenziata, solo poi si scoprirà che il vero colpevole è il Cervello Vivente, al cui interno è conservata la coscienza del dottor Otto Octavius.

### Regno Oscuro
Peter Parker inizia una relazione con Lian Tang, la co-creatrice, assieme all'Uomo Ragno, della nuova Spider-Mobile. Mentre Peter tiene un congresso con la filiale giapponese, il criminale Mr. Negativo viene soccorso da Cloak e Dagger ora malvagi, riuscendo ad evadere da una prigione di massima sicurezza, intenzionato a raggiungere il Giappone per effettuare un commercio della sua droga sperimentale che intende utilizzare su un suo ex nemico attualmente affiliato alle Parker Industries. Mr. Negativo viene intralciato e sconfitto dall'Uomo Ragno, ma riesce lo stesso a fuggire. Dopo aver riportato alla normalità Cloak e Dagger, Peter ordina loro di restare in Giappone per cercare il fuggiasco Mr. Negativo. Il rapporto di Peter con Tang si fa inoltre complicato quando l'Uomo Ragno scopre che la ragazza è sempre stata una spia alleata dello Zodiaco per curare la madre dal cancro.

### L'Ascesa di Scorpio
Dopo aver sconfitto Mr. Negativo, Peter Parker si allea ancora una volta con lo S.H.I.E.L.D. per catturare Scorpio e lo Zodiaco. Nella sua impresa, l'Uomo Ragno scopre che il leader della squadra di criminali è il principale investitore delle Parker Industries, Vernon Jacobs. Intenzionato a fermarlo ad ogni costo, Peter riesce nel suo intento, buttandolo in una porta del futuro e prendendosi la chiave dello Zodiaco che precedentemente era in possesso di Jacobs.

### Il complotto del clone
Peter Parker apprende dell'esistenza di un'azienda, la New U, e decide di sperimentare i loro servizi di riparazione dei tessuti e degli organi vitali su un suo dipendente delle Parker Industries, Mr. Jefferson. L'operazione ha successo, ma dopo aver incontrato il suo dipendente, a Peter scatta il suo senso di ragno: qualcosa non va nella New U. Tuttavia Zia May e Jonah Jameson vogliono l'aiuto dell'azienda per aiutare Jay, quasi in fin di vita. L'Uomo Ragno decide allora di inviare come talpa Prowler per vedere come opera la New U in gran segreto, ma purtroppo Hobie viene ucciso dalla nuova Electro e riportato in vita dallo Sciacallo, che si rivela essere il capo dell'azienda. Prowler dunque si allea con lo Sciacallo, dando a Peter false informazioni. Le condizioni di Jameson intanto peggiorano sempre più e May e Jonah fanno pressioni su Peter per chiamare la New U. Dopo una missione come Spidey, però, Parker apprende della morte di Jay Jameson e Jonah lo rimprovera dicendo che se avessero usato la New U non sarebbe mai successo. In breve Peter scopre che a capo della New U c'è il nuovo Sciacallo, Ben Reilly, che clonato a ripetizione da Miles Warren, è impazzito a causa degli abusi subiti da quest'ultimo, e si è messo in testa di riportare in vita con la clonazione tutti coloro che l'Uomo Ragno ha visto morire, compreso zio Ben. Peter rimproverò il suo clone per la follia messa in atto, spingendo Ben a ordinare ai cattivi che aveva riportato in vita di attaccarlo. Reilly decise poi di trasmettere un segnale di decomposizione in tutto il mondo, che avrebbe fatto sì che i suoi cloni causassero un'epidemia di virus Carrion a livello globale, estinguendo l'umanità che lui avrebbe rimpiazzato con dei cloni. Per fortuna Peter riuscì a impedirlo trasmettendo un contro-segnale.

## Personalità e temi
Dalle parole dello storico dei fumetti Peter Sanderson:
Sally Kempton per The Village Voice ha affermato nel 1965 che "L'Uomo Ragno ha un terribile problema di identità, un marcato complesso di inferiorità e una paura delle donne. È antisociale, dominato dalla castrazione, tormentato dal senso di colpa edipico e incline agli incidenti... un nevrotico funzionante". Agonizzante per le sue scelte, cercando sempre di fare il bene, è tuttavia visto con sospetto dalle autorità, che sembrano incerte se sia un vigilante utile o un criminale intelligente.
Nota lo storico culturale Bradford W. Wright,
Le storie della metà degli anni '60 riflettevano le tensioni politiche del tempo, poiché le storie Marvel dei primi anni Sessanta avevano spesso affrontato la guerra fredda e il comunismo. Come osserva Wright,
Spider-Man è comunemente visto come un eroe coraggioso e retto. Scosso dalla tragica morte di suo zio, il voto di responsabilità di Spider-Man lo ha portato a un percorso di eroismo e servizio umanitario.
Uno dei tratti più importanti di Spider-Man è il suo senso dell'umorismo. A volte è visto come il pagliaccio della classe. Anche di fronte a morte certa, Spider-Man fa invariabilmente una battuta, con fastidio sia degli amici che dei nemici. Le sue ragioni per questo variano: o vuole alleviare lo stress di una situazione, o semplicemente perché vuole nascondere quanto sia davvero spaventato durante una crisi. Inoltre, lo fa per innervosire i suoi avversari, poiché sa che se sono arrabbiati, normalmente si perderebbero e sarebbero vulnerabili a un avversario abile superiore. È generalmente accettato, tuttavia, che ogni volta che una vita è in pericolo, smette di raccontare barzellette e prende la situazione attuale con la massima serietà.
Dietro questa facciata umoristica, tuttavia, c'è un'anima ferita che ha attraversato molte sofferenze. Il senso di colpa per la perdita di suo zio Ben continua a essere il principale fattore motivante nella sua vita. Peter è pronto ad assumersi la colpa e la responsabilità per qualsiasi cosa brutta che accade in sua presenza o che possa, in qualche modo, riferirsi a lui.
Peter è anche tradizionalmente un solitario. A causa del suo stile individualistico, essendo stato un emarginato sociale in gioventù, Spider-Man trova difficile lavorare in squadra. Tuttavia, questo è gradualmente diminuito nel corso degli anni, al punto che Spider-Man ha lavorato attivamente con i Vendicatori.
Peter è anche volitivo, qualunque siano gli ostacoli che incontra, se si tratta di relazioni, di essere incompreso o di qualcuno che muore sotto il suo controllo, si rialza sempre. La sua volontà indomita e il suo atteggiamento di non arrendersi di solito lo spingevano a compiere imprese incredibili. Nonostante sia un eroe, Parker è nerd, goffo e timido. Questi tratti sono sbiaditi nel corso degli anni man mano che Parker è cresciuto e ha acquisito sicurezza, ma gli elementi del goffo adolescente nerd rimangono ancora nella sua personalità.
La rettitudine di Spider-Man lo ha portato ad avere stretti legami con Daredevil, i Fantastici Quattro e i Nuovi Vendicatori, di cui è un membro fondatore. Delle due squadre precedentemente menzionate, Spidey è il più vicino alla Torcia Umana, facendo scherzi l'uno con l'altro o cercando conforto rispettivamente, e Wolverine. Peter è anche abbastanza vicino agli X-Men, in grado di simpatizzare con il disprezzo pubblico che i mutanti spesso affrontano, e una volta che si è unito alla loro facoltà - anche se è stato veloce a chiamarli in modo pregiudizievole contro i non mutanti. Spider-Man ha anche sviluppato amicizia con Deadpool, nonostante si infastidiscano a vicenda con la loro morale e le loro battute.

## Poteri e abilità
Peter Parker ha abilità sovrumane derivate da mutazioni risultanti dal morso di un ragno radioattivo. Fin dalle storie originali di Lee-Ditko, Spider-Man ha avuto la capacità di aggrapparsi ai muri e altri poteri che includono forza, velocità, equilibrio e agilità sovrumane, e un sesto senso precognitivo chiamato "senso di ragno", che lo avverte del pericolo.
La sua forza di ragno gli consente di sollevare diverse tonnellate (2 nell'universo Ultimate, e 10 nella storia originale, poi aumentando con la crescita). Può sostenere un'auto sopra la sua testa con poca fatica, è stato dimostrato che riesce a far oscillare facilmente una palla da demolizione da 3 tonnellate usando catene d'acciaio, e la forza nelle sue gambe gli permette di saltare distanze e altezze notevoli. In combattimento deve trattenere i suoi colpi contro gli umani normali, perché sarebbero fatali. Il suo fisico può resistere ad impatti, scosse elettriche, esplosioni e altri danni fisici che ucciderebbero qualsiasi uomo normodotato. Numerose volte ha subito degli impatti al suolo cadendo da svariati metri (ne è un esempio uno dei primi scontri con l'Avvoltoio) senza riportare danni considerevoli e sopravvivendo sempre. Inoltre, si stanca molto lentamente, dato che il suo corpo produce meno tossine della fatica. Anche se il suo fattore di guarigione non è potente come quello di Wolverine, l'Uomo Ragno può guarire dalla maggior parte delle lesioni (fratture comprese) in soli due giorni. La sua agilità, il suo equilibrio e la sua coordinazione fisica sono superiori a quelle del più preparato atleta umano. Può regolare la sua posizione d'istinto e raggiungere uno stato di perfetto equilibrio in ogni posizione immaginabile. Anche la sua velocità è talmente sviluppata da essere superiore a quella del miglior corridore umano. Inoltre i suoi riflessi sono 15 volte più rapidi del normale.
Il "senso di ragno" è un sesto senso premonitore che, quando è attivo, causa una fastidiosa sensazione di formicolio attorno al capo dell'Uomo Ragno e lo avverte di qualsiasi pericolo poco prima che si manifesti. Più la sensazione è intensa, maggiore è l'insidia. Grazie ad esso Spidey è quasi intoccabile in battaglia, riuscendo a eludere la maggior parte delle minacce. Il senso di ragno è direzionale e può guidarlo ad armi e nemici, agendo perfino contro gli attacchi provenienti da un'intelligenza artificiale. Lo ha inoltre aiutato a preservare la sua identità segreta, dato che lo avvisa di osservatori o telecamere nascoste quando si veste. Solo i simbionti, come Venom e Carnage, e i cloni, come Ben Reilly e Kaine Parker, non sollecitano questa abilità.
L'Uomo Ragno ha la capacità di ragno di aderire e arrampicarsi su quasi tutte le superfici solide, compresi muri e soffitti. Il potere di adesione richiede uno sforzo cosciente e funziona su tutto il corpo, ma è concentrato maggiormente sui polpastrelli e sulle piante dei piedi, oltre ad avere un limite di diverse tonnellate per dito. Ad un certo punto è stato in grado di impedire ad Anti-Venom di togliergli la maschera, incollandola al viso.
Peter non produce ragnatela organica dal suo corpo ma possiede conoscenze chimiche tali da poter sintetizzare una sostanza simile alla ragnatela che usa sia per spostarsi sia come arma contro i suoi avversari.
Il personaggio è stato originariamente concepito da Stan Lee e Steve Ditko come intellettualmente dotato, ma in seguito gli scrittori hanno descritto il suo intelletto a livello di genio, tanto da essere riconosciuto da alcune tra le più brillanti menti della Terra, come Hank Pym e Reed Richards. Parker ha mostrato attitudine in scienza applicata, chimica, fisica, biologia, ingegneria, matematica e meccanica. Con i suoi talenti, ha cucito da solo il suo costume per nascondere la sua identità e ha costruito molti dispositivi che completano i suoi poteri, in particolare i lancia-ragnatele meccanici, il ragno-segnale e le ragno-spie. Gli scienziati di Thomas Fireheart, tra i migliori al mondo, non furono in grado di replicare il fluido per le ragnatele creato da Parker durante il liceo. L'intelletto di Peter gli è anche valso un posto nel think tank Horizon Labs, è stato in grado di hackerare il sistema Stark Industries per ignorare il comando di controllo di Tony Stark sull'armatura Iron Spider e scoprire le "Particelle Parker", cioè una fonte di energia legata alla continua espansione dell'universo che, secondo Reed Richards, offre una potenza maggiore della Phoenix Force. Ha dimostrato di essere un ottimo insegnante, al Liceo scientifico Midtown. Ha inoltre la capacità di individuare, mentre combatte, gli argomenti con cui meglio provocare i suoi nemici. È un fotografo molto abile, avendo lavorato come tale al Daily Bugle per anni. Oltre all'inglese, ha anche imparato la lingua mandarina. Acquisiti i poteri del ragno e combinandoli con la sua mente scientifica e creativa, Parker è diventato col tempo un grande combattente corpo a corpo che utilizza uno stile di combattimento che integra direttamente le sue abilità superumane. I suoi metodi sono volatili, permettendogli di rivaleggiare praticamente con tutti i tipi di combattenti. Infine, Parker è uno dei supereroi con la più grande forza di volontà.
In seguito allo scontro con Adriana Soria, una metaumana col DNA di insetti nel corpo, Peter subisce una mutazione che lo porta a morire e rinascere, con alcuni piccoli cambiamenti; può generare le ragnatele direttamente dalle braccia e la sua forza viene parzialmente ma significativamente aumentata; questa caratteristica sparirà in conseguenza di un parziale riavvio del personaggio nella mini Soltanto un altro giorno, poco dopo il maxi crossover Civil War.

### Gadget e armi
Il personaggio è un abile scienziato che ha realizzato una serie di dispositivi che può utilizzare durante la sua attività di supereroe.
- Lancia-ragnatele: una coppia di bracciali meccanici che gli permettono di sparare ragnatele ad alta pressione. Ogni modello ha un pulsante che rimane piazzato nel palmo, e richiede un'esatta pressione delle dita medio e anulare, in modo da evitare lanci indesiderati quando chiude le mani o afferra qualcosa. Le munizioni per ricaricarli sono delle cartucce con il fluido, prodotto da Parker, che si solidifica a contatto con l'aria replicando tutte le caratteristiche della tela dei ragni. Può diventare un filo o una ragnatela.[6] Spidey usa le ragnatele per oscillare da un palazzo all'altro, intrappolare i suoi nemici rimanendo a distanza di sicurezza, afferrare persone e oggetti lontani, eccetera. La resistenza alla trazione del filo è stata stimata in 55 kg per mm quadrato nella sezione trasversale.[113] Le ragnatele si dissolvono dopo circa un'ora, trasformandosi in polvere.
- Ragno-spie (o Ragno-tracciatori): microspie a forma di ragni rossi, progettate da Parker. Funzionano a corto raggio e sono adesive, utili per seguire i bersagli a cui vengono applicate.[114] Di solito vengono lanciate a mano, ma in tempi recenti Spidey trovò il modo di lanciarli più accuratamente ai criminali grazie ad un lanciatore a molla montato sopra il lancia-ragnatele.[113] All'inizio il supereroe usò un ingombrante ricevitore per le ragno-spie, ma più tardi riuscì a rilevarle grazie al suo senso di ragno.
- Ragno-segnale: un potente fascio di luce rossa, emessa dalla cintura come faro per avvertire i criminali oppure come torcia per illuminare in caso di necessità.[115]
- Fotocamera: il personaggio ha una fotocamera sempre con sé per riprendere le sue gesta e rivendere le foto ai giornali.
- Cintura equipaggiata: è solitamente nascosta sotto il costume. Contiene le ragno-spie, il ragno-segnale e le cartucce con il fluido di scorta per i lancia-ragnatele.[116]
- Costume: tuta da ginnastica, realizzata in tessuto Spandex da Parker in modo da avere i movimenti liberi, con cuciture termoplastiche e un motivo a ragnatela stampato in serigrafia. Il tessuto è abbastanza sottile da non impedire il potere di adesione ai muri. Le particolari lenti della maschera sono costituite da plastica Mylar e nascondono gli occhi senza intralciare la vista; anche la maschera protegge la sua identità, mascherandone la voce.

Peter Parker, da quando ha cominciato a lavorare nei laboratori della Horizon, ha anche inventato altre armi o accessori per sconfiggere con maggiore facilità i suoi nemici. Ad esempio, ha messo a punto un aliante come quello di Goblin, ma a forma di ragno e privo di armi, per evitare gli attacchi di Molten Man e delle granate stordenti sempre per sconfiggere quest'ultimo senza fargli del male. Oppure, nella saga Fino alla fine del mondo, ha creato un'armatura munita di gadget, armi e piani studiati apposta per sconfiggere non solo ogni membro dei Sinistri Sei, inclusi Rhino (con una ragnatela elettrica stordente), l'Uomo Sabbia (studiando tramite le apposite attrezzature come catturarlo nonostante si trovassero dentro un deserto) e il Camaleonte (copiando i poteri di Daredevil), ma anche Capitan America; infatti, prevedendo che Dottor Octopus riuscisse a controllare i Vendicatori, l'Uomo Ragno aveva preparato un proiettile congelante, anche se poi ha fallito, visto che Cap è riuscito a schivarlo.

## Comprimari
- Richard e Mary Parker
- Ben Parker
- May Parker
- J. Jonah Jameson
- Ned Leeds
- George Stacy
- Harry Osborn

### Fidanzate
- Betty Brant: è il primo amore di Peter Parker e la prima segretaria di J. Jonah Jameson. Lei e Peter erano attratti l'uno dall'altra ma Betty desiderava una vita normale, non una vita al fianco di un supereroe. Peter ruppe la relazione quando in un suo scontro col Dottor Octopus il fratello di lei ne rimase ucciso. Più tardi Betty si sarebbe sposata con Ned Leeds, un giornalista e fotografo rivale di Peter al Bugle, ucciso in seguito da Hobgoblin.
- Gwen Stacy: conosce Peter all'Empire State University. All'inizio Peter ignorava Gwen a causa dei suoi problemi come Uomo Ragno, ma quando la notò nacque un grande amore. La loro relazione subì un brutto colpo quando il padre di lei, George Stacy (un poliziotto in pensione), rimase ucciso in uno scontro tra l'Uomo Ragno e il Dottor Octopus, nell'eroico salvataggio di un bambino dalle macerie che stavano cadendo a seguito della lotta tra i due. Rapita da Goblin, morì in seguito a una caduta dal ponte di Brooklyn causata dallo stesso supercriminale. Se all'inizio non fu chiarita con certezza l'esatta causa della morte della ragazza, in seguito venne stabilito che a causarla fu il contraccolpo causato dal tentativo disperato di salvarla, che le spezzò il collo. È con questo rimorso che Peter convive da anni, pur nella certezza di aver fatto di tutto per salvarla.

- Mary Jane Watson: era la moglie di Peter Parker. Si incontrarono grazie alle rispettive zie, Anna e May. Per molto tempo Mary Jane fu fidanzata con Harry Osborn ed era vista (e presentata) come una ragazza gaudente e superficiale. In realtà la sua superficialità era solo un mezzo con cui sfuggire alla difficile situazione familiare in cui viveva. Solo dopo la morte di Gwen emerse il suo carattere forte e sensibile e si avvicinò a Parker, fino a fidanzarsi con lui e sposarlo. Nel periodo in cui Peter usava sia il costume normale che quello nero lei venne attaccata da Venom e costrinse il marito a non indossare più il costume nero. Rimase incinta di Peter ma la bambina che aspettava morì (forse solo apparentemente) durante il parto. Dopo questo fatto lasciò Peter per andare a fare la modella in California, ma il suo aereo esplose e tutti la credettero morta, tranne Peter, che seppe che in realtà era stata rapita da un mutante empatico che aveva assorbito i ricordi e i poteri di Peter. Dopo essere stata salvata da Peter decide di lasciarlo per andare a stabilirsi in California. Tempo dopo, però, i due si riconciliano, e iniziano una nuova vita: Mary Jane inizia a lavorare come attrice e il marito come insegnante. Dopo che le loro case vengono distrutte si trasferiscono nella torre dei Vendicatori. Durante Civil War Mary Jane ha appoggiato prima la decisione di suo marito di smascherarsi pubblicamente e in seguito il suo ripensamento e la conseguente opposizione all'Atto di Registrazione dei superumani. Dopo Civil War, zia May cade in stato comatoso per colpa di un cecchino che aveva tentato di colpire Peter e quest'ultimo per salvarla decide di fare un patto con Mefisto, che in cambio vuole modificare la vita di Peter annullando il matrimonio di lui con Mary Jane.
- Liz Allan: era una compagna di classe di Peter che si prende per lui una cotta non corrisposta. Ha sposato in seguito Harry Osborn.
- La Gatta Nera: Felicia Hardy, figlia di un noto ladro internazionale affrontato dall'Uomo Ragno, decide di prendere su di sé l'eredità paterna nei panni della Gatta Nera. Si imbatte nell'arrampicamuri che la blocca e pur di non andare in carcere decide di fingersi psicotica e affetta da un'insana passione per lui, finendo in manicomio. Successivamente fugge da esso e si imbatte nuovamente nell'Uomo Ragno che, attratto da lei, decide di darle una possibilità di redenzione. Le cose vanno, però, male e Felicia si getta nell'Hudson, morendo apparentemente. Tuttavia viene salvata dal Dottor Octopus, che la ferisce gravemente quando l'Uomo Ragno tenta di salvarla. Felice per il ritorno in vita dell'avvenente fanciulla, Peter inizia una relazione con lei, che però Felicia non gradì e Peter credette che la criminale fosse attratta solo dall'uomo in maschera e non dalla persona. In realtà, con il tempo, Felicia dichiarerà che rifiutò Peter per via dello stupro subito da giovane e la conseguenza che la porta a non fidarsi più degli uomini. Quando il giustiziere scopre che ella ha stretto un patto con Kingpin per avere maggiori poteri, rompe definitivamente con lei. Ma Felicia è tornata spesso nella sua vita, turbando non poco il coniugato Peter Parker.
- Debra Whitman: segretaria del professor Morris Sloane, della Empire State University. Ha avuto una breve relazione con Peter Parker, da cui ne uscì in maniera molto complicata e psicologicamente molto debilitata, dopo che aveva intuito il segreto della identità segreta di Peter Parker. Successivamente, durante Civil War e la rivelazione al mondo dell'identità segreta dell'Uomo Ragno, trovatasi in difficoltà economiche a causa della salute della madre, decise di scrivere un libro diffamatorio su Peter Parker. Lo scontro durante la presentazione del libro tra l'Avvoltoio e l'Uomo Ragno e il successivo intervento di Betty Brant fecero cambiare idea a Debra Whitman, la quale confessò al Daily Globe che l'idea delle esagerazioni sulla sua malattia mentale causata da Peter ai tempi della loro frequentazione non era stata sua, ma del suo editore.
- Carlie Cooper: agente della polizia scientifica, appare per la prima volta nel finale di Soltanto un altro giorno. Peter si mostra subito interessato a lei. Al termine di Un nuovo giorno, dopo una piccola lite, Carlie e Peter si baciano, fidanzandosi. Inoltre, mentre Peter è via con la Fondazione Futuro, Carlie, arrabbiata, si ribella facendosi tatuare il volto dell'Uomo Ragno sull'ombelico. Quando Carlie comprende che Peter è l'Uomo Ragno e che lui non le aveva mai confidato la sua identità segreta, lei lo lascia.
- Anna Maria Marconi: questa piccola relazione nasce nel periodo di Superior Spider-Man, ovvero quando l'Uomo Ragno era in realtà posseduto da Otto Octavius, come se in realtà non fosse Peter Parker ad essere attratto ma il Dottor Octopus. Una curiosa particolarità di questa fidanzata e che è affetta da nanismo. Nell'ultimo atto di Superior Spider-Man, Octavius, prima di scomparire per sempre e cedere la parte all'Uomo Ragno originale (Peter Parker), chiede a questi di salvare l'unica cosa bella che gli sia capitata nella vita: Anna Maria (presa in ostaggio da Goblin).
- Silk: Cindy Moon venne morsa dallo stesso ragno radioattivo che morse Peter Parker, che le donò gli stessi poteri dell'Uomo Ragno. Senza una guida che le desse la giusta direzione, venne rinchiusa in un bunker, imprigionata da Ezekiel Sims allo scopo, presunto o reale, di proteggerla dall'attacco potenziale di Morlun, il vampiro psichico che diede la caccia all'Uomo Ragno in diverse occasioni. Quando Peter Parker la liberò dal bunker, Cindy creò un costume, prese il nome di Silk e provò sin da subito una forte attrazione verso Peter, sfociata poi in una relazione non di tipo strettamente sentimentale, ma di carattere prevalentemente istintivo e fisico. I due pur non essendo mai stati una vera coppia sembrano in buoni rapporti.
- Mimo: Bobbi Morse è l'attuale fidanzata di Peter. Collega nei Vendicatori.

### Avversari

L'Uomo Ragno contro i Sinistri Sei (tra cui il Dottor Octopus, Mysterio, l'Avvoltoio, Electro, l'Uomo Sabbia e Kraven il cacciatore), disegni di Frank/Anderson

L'Uomo Ragno ha incontrato numerosi nemici. La maggior parte di loro, come lo stesso Uomo Ragno, hanno ottenuto i loro poteri attraverso incidenti di natura scientifica o tramite l'uso sconsiderato della tecnologia scientifica. Alcuni di loro hanno poteri e costume a tema animale.
Il nemico numero uno dell'Arrampicamuri è Norman Osborn, il primo Goblin, che ha avuto un importante ruolo nella sua vita avendo ucciso una sua ragazza, Gwen Stacy, è inoltre stato l'artefice della saga del clone, ha fatto credere che zia May fosse morta, e per colpa sua Mary Jane Watson ha abortito. Altro avversario di grande rilievo è Eddie Brock alias Venom, creato alla fine degli anni ottanta. Più che un vero supercriminale venne concepito come alter ego oscuro ma si sviluppò fino a diventare "quello che il ragno è troppo codardo per essere". Insieme a Carnage è immune al suo senso di ragno. Altro avversario importante è il Dottor Octopus, uno dei primi nemici ideato negli anni sessanta, creatore e capo dei Sinistri Sei.
J. Jonah Jameson, direttore del Daily Bugle, non si è mai scontrato con l'Uomo Ragno, ma a causa del suo odio per lui si è alleato con Spencer Smythe (inventore dei primi Ammazzaragni), messo in palio diverse ricompense per la sua cattura, e si è persino reso responsabile della creazione dello Scorpione per eliminarlo. Pur non essendo "fisicamente" un nemico, Jameson è comunque convinto che l'Uomo Ragno sia malvagio e, con i suoi numerosi editoriali e articoli diffamatori verso di lui, ha spinto molte persone a pensarla così.

Lista degli avversari principali dell'Uomo Ragno:
- Alistair Smythe (uno dei due creatori degli Ammazzaragni)
- Ammazzaragni
- Avvoltoio
- Camaleonte
- Carnage
- Dottor Octopus
- Electro
- Ezekiel
- Goblin
- Hobgoblin
- Hydro-Man
- Hunger
- J. Jonah Jameson
- Kraven il cacciatore
- Knull
- Lapide
- Lizard
- Mister Negativo
- Morbius
- Morlun
- Mysterio
- Rhino
- Riot
- Riparatore
- Sciacallo
- Scorpione
- Shocker
- Silvermane
- Sinistri Sei
- Spencer Smythe (uno dei due creatori degli Ammazzaragni)
- Testa di Martello
- Uomo Sabbia
- Venom

Durante la sua movimentata carriera di supereroe, l'Uomo Ragno ha incontrato in certe occasioni altri celebri supercriminali dell'universo Marvel, con cui immancabilmente si è schierato contro, come il Kingpin, la Rosa (Richard Fisk), Vanessa Fisk, il Gufo, l'Alto Evoluzionario, il Teschio Rosso (che fu responsabile della morte dei suoi genitori), il Dottor Destino, Loki, Dormammu, il Barone Mordo, Incubo, Thanos, Galactus, Magneto e diversi membri della Confraternita dei mutanti malvagi.

## Gli autori
Segue una lista dei disegnatori e sceneggiatori che nel tempo hanno realizzato le storie più significative dell'Uomo Ragno.

### Sceneggiatori
- Stan Lee
- Roy Thomas
- Gerry Conway
- Len Wein
- Marv Wolfman
- Dennis O'Neil
- Roger Stern
- Tom DeFalco
- Peter David
- Jim Owsley
- David Michelinie
- J.M. DeMatteis
- John Byrne
- Howard Mackie
- J. Michael Straczynski
- Bob Gale
- Zeb Wells
- Marc Guggenheim
- Dan Slott
- Nick Spencer

### Disegnatori
- Steve Ditko
- John Romita Sr.

- John Buscema

- Gil Kane
- Ross Andru
- Keith Pollard
- John Romita Jr.
- Ron Frenz
- Sal Buscema
- Todd McFarlane
- Erik Larsen
- Mark Bagley
- John Byrne
- Mike Deodato Jr.
- Ron Garney
- Joe Quesada
- Salvador Larroca
- Chris Bachalo
- Mike McKone
- Phil Jimenez
- Lee Weeks
- Barry Kitson
- Paulo Siqueira
- Paul Azaceta
- Ramon Perez
- Ryan Stegman
- Humberto Ramos
- Giuseppe Camuncoli
- Olivier Coipel
- Carlo Barberi
- Simone Bianchi

- Ryan Ottley

## Altre versioni

### House of M
Nell'universo alternativo creato da Scarlet, Peter è sposato con Gwen Stacy, con cui ha un figlio, Richie; inoltre sia lo zio Ben sia il capitano Stacy sono ancora vivi. L'Uomo Ragno, infatti, fermò il ladro che avrebbe ucciso zio Ben e fece una rapida carriera come wrestler, diventando l'idolo dei mutanti che lo credevano uno di loro. Dopo la guerra, Peter rese pubblica la sua identità spacciandosi per un mutante e girò un film con Mary Jane Watson come coprotagonista, e successivamente sposò Gwen, la sua fidanzata al liceo, e insieme conseguirono il dottorato e fondarono la Spider-Man Inc. (con l'aiuto di zio Ben) tesa in molti settori come la scienza e la carità. Grazie a Layla Miller, Peter riesce a riacquistare la memoria ma crolla quando le conseguenze delle manipolazioni di Scarlet e i ricordi di un'altra vita gli sconvolgono la mente; impazzito, assume l'identità di Goblin e tenta di distruggere la sua stessa vita. Una volta rinsavito si ritira in campagna con la famiglia e giura vendetta contro Magneto e sua figlia. In seguito combatte la Casata di Magneto insieme agli altri eroi.

### Ultimate Marvel
L'Uomo Ragno dell'universo Ultimate differisce in alcune caratteristiche dalla versione classica. Ha guadagnato i suoi poteri da un ragno modificato geneticamente e non radioattivo, è un adolescente ed ha una relazione, benché tormentata, con Mary Jane Watson fin dall'inizio. Inoltre non è un foto-reporter ma un web-designer. Qui le abilità dell'Uomo Ragno sono notevolmente più basse, ma controlla meglio il simbionte. Altra importante differenza è che in questa versione molti più personaggi scoprono presto la doppia identità di Peter.
La versione Ultimate Marvel di Peter differisce fortemente, pur conservando lo spirito del personaggio, dalla sua controparte "classica". Inoltre Peter è un ragazzo sui quindici anni, che va ancora al liceo, e vive ancora con una Zia May non più anziana ma di mezza età, anch'essa vedova di Ben Parker. Fin dall'inizio ha una storia con Mary Jane, sua vicina di casa e compagna di studi in questa versione. La Gwen Stacy di questo universo è invece una ragazza ambigua e problematica, attratta da Peter. L'eventuale sviluppo della loro relazione è interrotto, anche qui, dalla macabra uccisione della ragazza da parte dell'ultimate Carnage. Wolverine conosce l'identità segreta dell'Uomo Ragno. I due sono amici-nemici e addirittura, in una rocambolesca storia narrata da Brian M. Bendis e Mark Bagley, si scambieranno i corpi. L'incresciosa situazione creerà situazioni esilaranti, al limite della commedia, soprattutto puntando l'attenzione sugli equivoci causati dagli inevitabili scambi di persona e apparenti repentini cambi di personalità. Anche lo scambio dei poteri causerà non poche difficoltà ai due.
In questo universo Peter non è un fotoreporter freelance bensì un web-designer del Daily Bugle. Il direttore del suddetto giornale, l'irascibile J. Jonah Jameson, ritiene, come nell'universo classico, che l'Uomo Ragno sia un pericoloso criminale ma cambierà completamente idea quando, durante gli eventi di "Ultimatum", lo vedrà in prima linea ad aiutare quante più persone possibile durante la disastrosa inondazione di New York provocata da Magneto. Peter Parker verrà ucciso dal suo acerrimo nemico, Goblin, nell'evento La morte dell'Uomo Ragno. La maschera dell'Uomo Ragno verrà ereditata da un giovane ragazzo proveniente dall'America latina, Miles Morales. Ad un anno dalla sua morte, Peter Parker ritornerà in vita in un laboratorio abbandonato. Insieme a Miles, sconfiggeranno il Goblin, anche lui tornato in vita. Deciderà di lasciare il compito di Uomo Ragno a Miles per andare alla ricerca di prove che spiegano come è tornato in vita.

### Spider-Girl / Penelope Parker
In questo universo (Terra-11) Peter è sostituito da Penelope Parker, una ragazzina più giovane dell'Uomo Ragno dell'universo Ultimate. La sua migliore amica è Mary Jane ed è innamorata di Flash Thompson. Diventa Spider-Girl grazie al morso di un ragno. Il suo primo costume ha come maschera un sacchetto per il pranzo e una felpa di suo zio Ben. Appena scopre i suoi poteri, Penelope racconta la verità a sua zia May. La sua prima apparizione è in Ragnoverso #1.

### Patton Parnel
In questo universo Patton Parnel (Peter Parker) è diventato l'Uomo Ragno a causa di un morso di un ragno che gli ha dato le abilità dell'Uomo Ragno originale. Tuttavia, per mangiare Patton deve sfamarsi di persone o animali vivi. È innamorato di Sara Jane Watson (Mary Jane Watson) con la quale si bacerà e subito dopo le darà un morso per trasferire le uova di ragno in un altro corpo. Patton va alla Octavius High. In questo universo non viene presentata Zia May e non viene affidato dai genitori ma viene affidato dai servizi social a suo zio Ted che si presenta come un uomo senza cuore che lo picchia sempre. A causa del morso del ragno Patton si trasforma in un vero ragno umano staccandosi la pelle sotto la quale si vede che ha più di due occhi e due braccia supplementari. Tentando di mangiarsi Sara Jane viene ucciso da Morlun nella sua prima e ultima apparizione in Edge of Spider-Verse.

### Superior Spider-Man/Otto Octavius
Le vicende del Superior Spider-Man si svolgono nell'universo Marvel originale, ovvero nella Terra 616. Prima di morire, Otto Octavius scambiò la sua mente con quella di Peter, facendo morire il vero Uomo Ragno al posto suo. La coscienza di Peter è legata al suo corpo facendolo apparire come un fantasma. Otto si innamorerà di una ragazza di nome Annamaria Marconi. Otto avrà il controllo del corpo di Peter per circa un anno, ma quando si renderà conto di non poter salvare la sua città e la sua ragazza dalle grinfie del Goblin deciderà di cedere il suo corpo a Peter. Questo avvenimento farà ripartire la serie di Uomo Ragno con il nome The Amazing Spider-Man. Durante le vicende di Ragnoverso si vedrà in azione di nuovo Otto Octavius che quando era in possesso del corpo di Peter verrà sbalzato fuori dalla sua linea temporale mandandolo nell'anno 2099. Da quel momento, grazie all'aiuto del fratello di Miguel o'Hara (l'Uomo Ragno 2099), salverà un gruppo di Spider-Men dalle grinfie di Morlun e i suoi fratelli fino ad incontrarsi con un altro gruppo di Uomini Ragno nel quale c'era anche Peter Parker della terra 616 dopo che Doc Ock cederà di nuovo il suo corpo a lui. Dopo la vittoria dei ragni nel finale di Ragnoverso e dopo aver scoperto che alla fine Peter Parker (Terra-616) ritornerà nel suo corpo in futuro facendo morire Doc Ock, cercherà di cambiare il suo futuro grazie alla "Grande Rete del futuro e del destino" ma verrà sconfitto, la sua memoria cancellata e rimandato nel momento della linea temporale della Terra-616 in cui era scomparso prima di Ai confini del Ragnoverso.

### Uomo Ragno con sei braccia
Le vicende di questo universo sono quasi identiche a quelle dell'Uomo Ragno originale soltanto che a Peter Parker, che voleva eliminare i suoi poteri di ragno con un siero, crescono improvvisamente altre quattro braccia. Verrà abbandonato dalla famiglia per questo. La sua prima apparizione è in "What if...". Si rivedrà dopo tanto tempo in Ai confini del Ragnoverso. Insieme a Spider-Man Noir salverà molti Uomini Ragno, ma verrà ucciso dal clone di Daemos, uno dei fratelli di Morlun, in Spider-Man 2099 (vol. 2) n. 6.

### Spider-Uk/Billy Braddock
In questo universo (Terra-833) l'Uomo Ragno è Billy Braddock, non Peter Parker. Il mondo ha una caratteristica molto romana. La maggior parte del mondo è composto da supereroi. Dopo aver visto la situazione negli altri universi e la morte di molti Spider-Men (come l'Uomo Ragno della Terra-1982, componente di una squadra con Firestar e l'Uomo Ghiaccio), decide d'intraprendere un viaggio multidimensionale e salvare più Spider-Men possibili dalle grinfie di Morlun e dei suoi fratelli in Edge of Spider-Verse. Nel finale di Ragnoverso, Billy non potrà tornare nella sua dimensione perché cancellata dalle "Incursioni", fenomeni dimensionali in grado di distruggere dimensioni intere (Distruzioni causati dalla Secret Wars). Rimarrà a Loomworld (Terra-001, terra della famiglia di Morlun) dopo aver spedito Morlun e i suoi fratelli in una terra alternativa dove c'è stata una guerra post-termonucleare. Insieme a lui rimarrà anche Spider-girl della Terra-616. È stata rivelata la notizia di un nuovo crossover intitolato Guerre segrete in cui ricompariranno i protagonisti di Ragnoverso.

### Spider-Man Killer
In questo universo (Terra-8351) le vicende dell'Uomo Ragno sono identiche fino alla morte di Gwen Stacy. Dopo quell'avvenimento Peter viene allenato da un ex agente dello S.H.I.E.L.D. Si innamorerà di Alex, una sua collega anche se sta insieme a Mary Jane. Nei combattimenti inizierà ad usare le pistole. Deciderà anche di cambiare il suo costume. La sua prima apparizione è in What if...Spider-Man vs Wolverine. Tornerà in azione nella serie Edge of Spider-Verse. Morirà nel crossover di Ragnoverso e The Amazing Spider-Man in The Amazing Spider-Man #10.

### Bruce Banner
In questo universo (Terra-70105) Peter Parker non è mai diventato l'Uomo Ragno ma lo è diventato Bruce Banner, che non è mai diventato Hulk. Il costume di Bruce è simile al costume di Miles Morales (Ultimate Spider-Man), solo di colore simile al viola. Viene ucciso e mangiato nella sua breve e ultima apparizione dal fratello maggiore di Morlun, nemico dell'Uomo Ragno originale, in Edge of Spider-Verse.

### SP//dr
SP//dr è un personaggio di un universo alternativo dove Peter Parker è sostituito da una ragazza quattordicenne di nome Peni Parker. In questo universo il padre di Peni è stato il primo a indossare l'armatura SP//dr, passata alla figlia dopo la morte del padre in un'esplosione. Lo zio Ben di Peni in questo universo, a differenza degli altri, non è mai morto e lui e sua moglie sono molto giovani. Il ragno senziente che l'ha morsa controlla parte dell'armatura, e ha una connessione telepatica con la ragazza, che dal morso ha acquistato anche i sensi di ragno. La prima apparizione di Peni è nella serie di Ragnoverso in cui Morlun, un nemico di Uomo Ragno 2099, inizia a uccidere tutti gli Uomini Ragno che esistono nella storia e in tutti gli universi esistenti. Sarà una dei sopravvissuti alle battaglie di Ragnoverso.

### Spider-Woman/Gwen Stacy
In questo universo, Spider-Woman è Gwen Stacy invece di Jessica Drew. La Gwen di questo universo è stata morsa dal ragno che avrebbe dovuto mordere Peter Parker. Gwen fa parte di una band chiamata The Mary Janes. Il Peter Parker di questo universo conosce l'identità di Gwen e per essere alla sua altezza crea una formula che, invece di trasformarlo in un supereroe, lo trasforma in Lizard. La sua prima apparizione sarà in Edge of Spider-Verse. Dopo la fine di Ragnoverso e la vittoria dei ragni, tornerà nella sua dimensione. Avrà una sua testata dopo la fine di Ragnoverso.

### Uomo Ragno 2099
L'Uomo Ragno 2099 è un personaggio appartenente alla linea editoriale Marvel 2099, ambientata in un futuro apocalittico ipotetico e alternativo rispetto a Terra-616 dell'universo Marvel.
L'Uomo Ragno di questa epoca è Miguel O'Hara, che ottenne i suoi poteri come effetto collaterale del sabotaggio applicato alle macchine di mutazione genetica che stava impiegando su sé stesso, per disintossicarsi da una droga che il suo avido capo gli aveva iniettato con l'inganno. Acquisite capacità ragnesche simili a quelle dell'eroe del XX secolo, decise, talvolta con riluttanza, di seguirne le gesta. Sarà uno dei protagonisti di Ragnoverso. Dopo la fine di quest'ultima e la vittoria dei ragni, tornerà nel 2099 ma scoprirà che New York è stata devastata da Maestro, futura versione di Hulk. Verrà catturato e rinchiuso nella fortezza di Maestro dove incontrerà Strange 2099.

### Uomo Ragno (Mangaverse)
Creato per un'ambientazione nipponica dei supereroi Marvel, questo ragno è sempre Peter Parker e abita a New York, ma ottiene le sue abilità da un duro addestramento dalla nascita poiché ultimo discendente dello Spider-Clan, un gruppo di Ninja. Qui zia May è la sorella maggiore di sua madre (Kiri), mentre nelle altre versioni è la moglie del fratello di suo padre.

### Spider-Man India
Originalmente pubblicato in India nel 2004, è una sorta di What if...: ipotizza cosa sarebbe successo se a diventare l'Uomo Ragno non fosse stato Peter Parker ma Pavitr Prabhakar nella provincia di Mumbai invece che a New York nella Terra-50101. Protagonisti oltre Pavitr Prabhakar (Peter Parker), sono Nalin Oberoi (Norman Osborn) e il Dottor Octopus. Tornerà in azione subito dopo che viene salvato da Otto Octavius/Superior Spider-Man da uno dei fratelli di Morlun in Edge of Spider-Verse. Sarà uno dei sopravvissuti alla battaglia di Ragnoverso. Continua le sue battaglie viaggiando le multiverso dove incontra diversi nemici come per esempio: su Terra-801 un Kingpin gorilla, su Terra-60526 Doom, su Terra-1052 un Venom a 6 braccia, su Terra-84235 un Rhyno robotico.

### Marvel Zombi
Nell'universo Marvel Zombi, dove tutti gli eroi sono diventati morti viventi, l'Uomo Ragno è l'unico che trova orribile ciò che deve fare per sopravvivere, cioè mangiare le persone, essendo devastato dai sensi di colpa dopo aver divorato Mary Jane e Zia May. Per la fame anche lui mangia parte di Galactus e di Silver Surfer e parte con gli altri zombie per conquistare lo spazio. Dopo numerose vicissitudini finirà per allearsi con Wolverine, Hulk (entrambi zombi), Iron Man e l'Uomo Sabbia (gli ultimi umani rimasti) per porre fine al contagio, utilizzando naniti impiantati nel corpo di Flint per polverizzare tutti gli zombi (Uomo Ragno compreso).

### Amalgam
Nell'universo Amalgam Spider-Boy è il personaggio che unisce le caratteristiche dell'Uomo Ragno a quelle di Superboy della DC Comics. È stato creato da Karl Kesel e Mike Wieringo sulle pagine di Spider-Boy vol. 1 n. 1 (aprile 1996). Nel 1997 è uscito un altro albo con le sue avventure. L'Uomo Ragno fuso a Superboy è Ben Reilly, nel periodo in cui fu creduto il Peter originale e assunse il ruolo dell'Uomo Ragno.

### Spider-Ham
Spider-Ham è una parodia dell'Uomo Ragno dove Peter Porker viene morso dalla zia May Porker irradiatasi conducendo esperimenti con un asciugacapelli nucleare, si ritrova trasformato in un porcello. Ritornerà in azione in Edge of Spider-Verse. Tornerà nella sua dimensione dopo la fine di Ragnoverso.

### Exiles
Un universo alternativo dove Peter Parker per disperazione si è legato con il simbionte Carnage. Questi gli ha conferito poteri maggiori, a costo della sua sanità mentale. Diventato pazzo e sociopatico, con un senso dell'umorismo simile a quello di Deadpool ma più sadico, è diventato un assassino di massa che adora uccidere, ma considerevolmente meno mostruoso di Kasady. Deve scontare 67 ergastoli per i suoi innumerevoli omicidi. In apparenza fisica, Ragno è più muscoloso, ha un costume completamente rosso con delle vene nere che formano un simbolo di ragno sul petto e ha due spazi tra la bocca.
Si unisce al team di Hyperion nella sua conquista delle altre realtà. Si lancia su Firestar, non sapendo che ella si stava suicidando lanciando una bomba infuocata, che a malapena viene avvertita dal suo senso di ragno. Peter non riesce a schivarla e viene incenerito. Successivamente viene sepolto in una prigione della sua realtà.

### Spider-Man Noir
Versione ambientata nel 1933 di una realtà alternativa, in cui Peter Parker è un socialista che riceve poteri di ragno e li usa per combattere i mafiosi del Goblin. In questo universo l'Uomo Ragno usa una pistola e lo zio Ben è stato ucciso e mangiato dall'Avvoltoio, prima della trasformazione nell'Uomo Ragno. Il Peter Parker dell'universo narrativo "Noir" (ambientato negli anni trenta) differisce anch'esso non poco dalla versione originale. Innanzitutto ottiene i poteri aracnidi da una sorta di "divinità ragno" orientale. I poteri sono abbastanza simili a quelli dell'originale. Cambiano tuttavia leggermente le motivazioni che lo spingono a indossare la maschera dell'Uomo Ragno. Suo Zio Ben viene divorato vivo da un sicario di Norman Osborn, l'Avvoltoio. Tornerà in azione in Ai Confini del Ragnoverso. Verrà riportato nella sua dimensione durante le vicende di Ragnoverso perché gravemente ferito.

### Spider-Man manga
Da non confondere con Spider-Man Mangaverse, questa è una versione nipponica dell'Uomo Ragno classico. Realizzato da Ryoichi Ikegami nel 1970 (autore di vari gekiga tra i quali il più conosciuto Sanctuary). La trama differisce leggermente da quella originale e il nome del protagonista è Yu Komori. Un adolescente che abita a Tokyo che acquisisce i suoi poteri dal morso di un ragno radioattivo. Il suo costume è identico a quello classico. Uno degli elementi che differiscono da quello originale è che il suo lancia-ragnatele spara appunto le ragnatele sintetiche attraverso la pressione di un solo dito (medio) anziché di due (medio e anulare). La versione giapponese è composta da cinque volumi mentre quella edita in Italia è composta solo dal primo volume in versione italiana suddiviso a sua volta in tre mini-volumi. Tornerà in azione in Ragnoverso, in cui sarà uno dei sopravvissuti.

### Night-Spider
Nella Terra-194 Felicia Hardy è un'abile ladra doppiogiochista a discapito dell'amica detective Jean. Quando però ruba l'artefatto Idolo della Tarantula dall'ambasciata di Delvadia, questi punge Felicia donandogli poteri come aderire alle pareti, il senso di ragno, la possibilità di sparare ragnatele e potenziandone forza e agilità. Prende così il nome di Night-Spider e continua la sua carriera da ladra. Ben presto però si costituisce proprio alla sua amica sia per noia, sia perché pentita di tradirne la fiducia. Viene salvata solo dalla chiamata di Araña che la recluta per combattere un imminente pericolo nello Spider-verse.

### Sakura Spider
Su Terra-346 è la studentessa Haruka ad essere punta dal ragno radioattivo nella classica storia di Spider-man. Due anni più tardi il padre viene ucciso facendole da scudo da uno dei scagnozzi dell'Hydra e Haruka decide di seguire il più importante degli insegnamenti del padre: da un grande potere derivano grandi responsabilità, diventando così l'eroina Sakura Spider.

### Pete Spiderman
Peter è un contabile pubblico di Forest Hillside che ha acquisito i poteri quando è stato morso da un ragno radioattivo che viveva nei mobili del suo giardino. Seguendo il consiglio dello Zietto Benjy, "da grandi mobili da giardino derivano grandi rischi di morsi di animali", Pete ha deciso di usare i suoi poteri per salvaguardare il quartiere da diverse minacce: la Osborn Estates (un comprensorio adiacente che vorrebbe cacciare i residenti per costruire un campo da golf), il Goblin prato verde, Kraven il Caccia-case, Mister Recensione Negativa, il Mysterioso del centro commerciale e Hobgossip. Prende così il nome di Pete Spiderman (senza trattino come affermato nell'incontro con Spider-Ham). Indossa una mascherina, una polo e le crocs a tema spider-man. Un giorno viene catapultato nello spazio e nel tempo finendo nell'universo 616 di Spider-Ham. I suoi poteri sono la forza e l'agilità di un ragno un po' fuori forma, la possibilità di aderire alle pareti (anche se con lo stucco ha dei problemi), generare ragnatele organiche dai polsi e dall'ombelico.

### Spider-mobile
Terra-53931 è abitata da auto animate e Peter Parkedcar ha acquisito i poteri di ragno che sfrutta quando si trasforma nella spettacolare Spider-mobile. Combatte così potenti criminali come ad esempio Reo Sdeedbuggy, il signore meccanico delle illusioni.

### Spider-Laird
Nell'universo alternativo di Terra-1740 lo scozzese Donald MacGargan è Spider-Laird e protegge i cittadini dai sopprusi dell'esercito del Re. È dotato di senso di ragno, agilità e forza sovrumane e pistole che sparano ragnatele.

### Spider-Uk / Zarina
Nella Londra di questo universo (Terra-834), Zarina lavora presso la C.O.S.A. (Cellula Operativa Strani Avvenimenti) sotto il comando del Brigadiere Alysande Stuart. Ha i classici poteri ragneschi e in più è dotata di armamenti ed attrezzature come la giacca di pelle con tasche extradimensionali e ha anche la possibilità di generare un campo elettrico sfruttando l'elettricità atmosferica.

### Spider-Rex
Nella Terra-66 tanto tempo fa un asteroide infuocato ricoperto di ragni spaziali, ha colpito il t-rex Normannosauro mentre stava catturando a morsi lo pterodattilo Pter Ptarker. Ne conseguì che i due corpi vennero scambiati ed entrambi acquisirono poteri speciali e pelle colorata (lo pterodattilo Normannosauro divenne viola e verde mentre il t-rex Pter Ptarker divenne rosso e blu e prese il nome di Spider-Rex potendo anche sparare ragnatele dai polsi). Incolpandosi a vicenda per l'accaduto i due cominciarono un'accesa lotta che colmò con Spider-Rex che cade addosso a Normannosauro uccidendolo insieme ad altri dinosauri innocenti, a causa di un ramo spezzatosi mentre vi era attaccato con la ragnatela. Quel giorno Pter Ptarker imparò che da grandi poteri derivano grandi responsabilità.

### Ragno Cacciatore
Sergei Kravinoff è un celebrato cacciatore nell'universo Terra-31. Durante una battuta si imbatte in una creatura ragnesca, un ragno gigante che ha già ucciso alcuni altri grossi animali. Durante il combattimento, Sergei rimane ferito e a sua volta ferisce e uccide la creatura senza però evitare che questi gli inietti il suo siero e lo trasformi nel Ragno Cacciatore e donandogli super forza, agilità, migliorandogli i sensi e dotandolo di ulteriori 8 braccia da ragno che gli escono dalla schiena. Queste condizioni lo rendono ancora più spietato e forte e i supercriminali ormai non hanno più scampo, di fatti gente come l'Avvoltoio, Scropion, Rhyno, Lizard ed altri sono tutti braccati, uccisi e sistemati in casa come trofei.

### Ragnessa
Nell'universo Terra-423, dove le più amate fiabe collimano e si mescolano, vive la principessa Petra che è solita uscire dalle mure del palazzo di sua madre, la Regina, di nascosto insieme al suo fidato amico ragno Webster. Vorrebbe essere una ragazza normale e vivere tra la gente. Un giorno, tra un canto in rima e l'altro, si imbatte nel musicista James con il quale sconfiggono il perfido Vescovo Octopus che cerca l'artefatto Sfera di Cristallo. Nel trambusto, la mamma Regina la scopre e decide di non mandarla al ballo. Disperata e chiusa in camera, prega al cielo fin quando la Folletta Madrina le compare e la convince a firmare un contratto che le dà poteri e travestimenti per andare al ballo, con il pegno che entro la mezzanotte dovrà decidere se rinunciare ai potere o alla possibilità di amare. Durante il ballo torna il Vescovo Octopus e si scopre che con un raggiro è riuscito non solo a rubare la Sfera di Cristallo ma anche di persuadere la Regina e farla divenire cattiva. James e Petra, sotto il nome di Principessa Ragnessa, uniscono le forze e grazie anche ai poteri di Petra riescono a sconfiggere Octopus e a distruggere l'artefatto facendo rinsavire la Regina. Nel contempo però la mezzanotte è passata e Petra capisce che il mondo ha bisogno dei suoi poteri e che averli è una grande responsabilità alla quale non si vuole tirare indietro. Decide così di rinunciare all'amore per proteggere il suo popolo.

### Sun-Spider
Charlotte "Charlie" Webber è una liceale della Terra-20023 affetta dalla sindrome di Ehlers-Danlos e costretta sulla sedia a rotelle che viene morsa da un ragno radioattivo e acquisisce i classici poteri di Spider-man. Proprio nella sua scuola, oltre alle difficoltà derivanti dalla sua malattia, dovrà fare i conti con i primi supercriminali nascenti che combatte grazie anche all'aiuto di Histamina.

### Tessitore di tele
Cooper è il compagno di scuola di Peter Parker di Terra-71490 che lo salva dal morso di un ragno radioattivo a suo discapito poiché riceverà dei poteri fantastici. Dovuto andar via di casa a causa dei genitori che non lo hanno accettato per la sua sessualità, trova nella zia Laurie e nella compagna Mel il giusto sostegno per rifarsi una vita. Riesce così ad emergere nel lavoro e a trovare il giusto equilibrio con il suo alter ego, il Tessitore di Tele, con il quale aiuta i cittadini. Divenuto uno dei più acclamati aiutanti della casa di moda di Janet Van Dyne, deve ben presto vedersela con diversi criminali assetati di potere e dividere i compiti di salvatore con Silk, con il quale comincerà anche a flirtare.

### Spider-Boy
Bailey Briggs ha dieci anni ed è Spider-Boy da quando ne aveva 7. È il secondo Spider-Boy dopo quello dell'universo Amalgam.

### Rek-Rap
È la versione di Spider-man del Limbo. Buono ma disastroso nei modi, vorrebbe aiutare lo Spider-man originale (da lui chiamato Parker Pete-man) senza però grandi successi. Nel Limbo combatte i criminali come Kraken, Gorepion, Rhiceratopo, Dottor Octoball.

## Parodie
Nella serie a fumetti Rat-Man di Leo Ortolani appaiono almeno tre parodie dell'Uomo Ragno:
- Il Ragno è il primo vero nemico di Rat-Man e si presenta come un Uomo Ragno al contrario: un ragno viene morso da un essere umano radioattivo e acquisisce intelligenza e crudeltà umane, oltre a perdere le abilità da aracnide.
- L'uomo col costume da ragno è uno dei supereroi di seconda generazione del Rat-Universo; questo eroe sacrificherà poi la sua vita per salvare Marvelmouse (una delle precedenti identità di Rat-Man) dalla furia del personaggio manga noto come Drago (parodia a sua volta del Son Goku di Dragon Ball).
- Arrampicamuri è un supereroe, paladino di New York, che impazzisce e perde la fiducia nei supereroi in seguito all'assassinio di Marianne (parodia di Gwen Stacy) per mano del Folle (parodia di Goblin).

Inoltre l'Uomo Ragno è stato anche il protagonista della prima storia pubblicata sugli albi di Rat-Man Collection. Si tratta di Legami di sangue!, che è stato il primo di una serie di team-up inediti fra Rat-Man e personaggi Marvel realizzati da Leo Ortolani per la serie a fumetti.
Nella serie a fumetti Le avventure dell'Uomo-Bagno di Vito Angelo Vacca, il protagonista Gaby Netto presenta molte similitudini con Peter Parker, tra le quali il nome da supereroe (Uomo Bagno / Uomo Ragno), il costume dall'aspetto molto simile, il senso di bagno (potere molto simile al senso di ragno dell'Uomo Ragno, ma con la differenza che oltre all'avvertire il suo possessore di un imminente pericolo, causa anche una forte colite e conseguente aerofagia) e la convivenza, in questo caso, con il poco amorevole zio Camy Netto.
Inoltre il quattordicesimo volume della serie a fumetti del cinghiale Zannablù, sarà proprio la parodia del supereroe Spider-Man, qui chiamato Spider-Mad, la cui identitá è quella del maiale Pigger Parker, che si fá deliberatamente pungere da un ragno radioattivo per acquisirne i poteri che cercherá di utilizzare per combattere il crimine, tra cui il supercattivo "Sgorblin" (parodia del Goblin), senza però mai riuscire nell'impresa. Al contrario di Spider-Man, Spider-Mad ha un costume più semplice con una maschera che gli copre solo metà viso e spara le ragnatele dal sedere e non dai polsi. Inoltre Spider-Mad non va confuso con Spider-Ham, entrambi maiali con i poteri da ragno.

## Crossover
- Il primo crossover in assoluto, con il supereroe per eccellenza della DC, Superman, è Superman & l'Uomo Ragno (Superman vs. the Amazing Spider-Man) del 1976, un albo nominalmente affidato solo a Gerry Conway (storia) e Ross Andru (disegni), ma con alcuni volti rifatti e alcune tavole corrette da Neal Adams e John Romita Sr.[121]
- Nel 1981 viene pubblicato Superman and Spider-Man, il "sequel" del crossover del 1976, firmato da Jim Shooter e John Buscema.
- Del 1995 è il primo crossover con Batman, intitolato Spider-Man and Batman: Disordered Minds di J.M De Matteis e Mark Bagley.
- Nel crossover Marvel contro DC, del 1996, l'Uomo Ragno ha un breve scontro con Nightwing della DC, ma i due vengono fermati dal rumore di un attacco di una banca da parte di Due Facce e di Testa di Martello, gli eroi decidono di collaborare per fermarli.
- Del 1997 è il secondo crossover con Batman, intitolato Batman and Spider-Man: New Age Dawning di J.M. De Matteis e Graham Nolan.
- In Vendicatori/JLA, l'Uomo Ragno collabora con Wally West (Flash) per fermare l'alleanza dei loro rispettivi nemici, Mirror Master e Mysterio.
- In Attack on Avengers, crossover tra la Marvel Comics e L'attacco dei giganti, i Vendicatori sono impegnati a combattere contro dei giganti che stanno non solo invadendo New York, ma stanno anche per mangiarne gli abitanti. In una scena si vede l'Uomo Ragno che sta affrontando due giganti, ma alla fine riesce a sconfiggerli.

## Altri media

### Cinema
L'Uomo Ragno, con il nome originale "Spider-Man", è apparso in una trilogia di film live-action diretti da Sam Raimi in cui l'eroe titolare è interpretato da Tobey Maguire. Il primo film della trilogia, Spider-Man, è stato distribuito negli Stati Uniti il 3 maggio 2002, seguito da Spider-Man 2 (2004) e Spider-Man 3 (2007). Un quarto film doveva essere originariamente distribuito nel 2011; tuttavia, la Sony ha successivamente deciso di riavviare il franchise con un nuovo regista e cast. Il reboot, intitolato The Amazing Spider-Man, è stato distribuito negli Stati Uniti il 3 luglio 2012, diretto da Marc Webb e con Andrew Garfield nei panni del nuovo Spider-Man. Il film è stato seguito da The Amazing Spider-Man 2 - Il potere di Electro (2014). Nel 2015, Sony e Disney hanno fatto un accordo per integrare Spider-Man nel Marvel Cinematic Universe (MCU). Tom Holland ha debuttato come Spider-Man nel film del MCU Captain America: Civil War (2016), prima di recitare nel suo film indipendente Spider-Man: Homecoming (2017), diretto da Jon Watts. Holland ha ripreso il ruolo di Spider-Man in Avengers: Infinity War (2018), Avengers: Endgame (2019), Spider-Man: Far from Home (2019) e Spider-Man: No Way Home (2021); Maguire e Garfield riprendono i loro rispettivi ruoli di Spider-Man in quest'ultimo film. Jake Johnson ha doppiato una versione di un universo alternativo di Spider-Man nel film d'animazione Spider-Man - Un nuovo universo (2018) e nel suo sequel Spider-Man: Across the Spider-Verse (2023). Chris Pine ha anche doppiato un'altra versione di Peter Parker in Un nuovo universo.
A seguito di una breve disputa contrattuale sui termini finanziari, nel 2019 Sony e Disney hanno raggiunto un accordo per consentire a Spider-Man di tornare nei prodotti del MCU.

### Televisione

#### Serie televisive
La prima volta che il supereroe Marvel Comics appare in una serie televisiva è in Spidey Super Stories del 1974, una serie di cortometraggi contenuti nel programma televisivo The Electric Company. Il personaggio era interpretato dall'attore Danny Seagren.
Un'altra incarnazione dal vivo fu quella della serie televisiva degli anni settanta The Amazing Spider-Man, prodotta dal network televisivo statunitense CBS, in cui l'Uomo Ragno era interpretato da Nicholas Hammond. Il soggetto era solo vagamente aderente al suo omonimo cartaceo e la realizzazione tecnica era caratterizzata da un'oggettiva povertà di mezzi. Degli episodi prodotti, alcuni vennero adattati nei film per la televisione L'Uomo Ragno (1977), L'Uomo Ragno colpisce ancora (1978) e L'Uomo Ragno sfida il Drago (1979). L'Uomo Ragno e gli altri due film vennero distribuiti anche nei cinema per il mercato italiano.
Rimanendo nell'ambito dei live action show, va menzionata anche la serie di 41 episodi di Spider-Man (Supaidâ-Man). Questa particolarissima interpretazione del personaggio, prodotta dalla Toei Animation nel 1978, in seguito ad una joint venture con la Marvel Comics, rientra in un filone, in voga, con fasi alterne, da almeno un trentennio in Giappone: quello dei "tokusatsu"/"sentai" TV show. Telefilm caratterizzati da mecha robot, mostri stile Godzilla e bizzarre trasformazioni. Escludendo il costume e i poteri base, la trama non è neanche vagamente ispirata al personaggio Marvel, essendo essenzialmente uno show a sfondo fantascientifico. La storia, infatti, si basa sul classico conflitto determinato dall'invasione di alieni che vogliono impadronirsi della Terra. Ad un giovane motociclista, e futuro Uomo Ragno, vengono donati i poteri ragneschi dal principe morente del Pianeta dei Ragni, alieno anch'esso, sceso sulla terra con un mecha.
- Spidey Super Stories (1974-1977)
- The Amazing Spider-Man (1977-1979)
- Spider-Man (1978-1979)

#### Webserie
Nel 2019 viene pubblicata su YouTube, e dal 2021 su TikTok, una webserie statunitense creata da Sony Pictures chiamata The Daily Bugle. Il finto telegiornale, presentato da J. Jonah Jameson e Betty Brant, è ideato come campagna di marketing virale per promuovere i film del Marvel Cinematic Universe e del Sony's Spider-Man Universe.
- The Daily Bugle (2019-2022)

#### Serie animate
L'Uomo Ragno è protagonista di diverse serie a cartoni animati (nella maggior parte di esse è doppiato in italiano da Stefano Onofri).
- L'Uomo Ragno (1967-1970)[129] - 52 episodi
- L'Uomo Ragno (1981-1982) - 26 episodi
- L'Uomo Ragno e i suoi fantastici amici (1981-1983) - 24 episodi
- Spider-Man - L'Uomo Ragno (1994-1998) - 65 episodi
- Spider-Man Unlimited (1999-2001) - 13 episodi
- Spider-Man: The New Animated Series (2003) - 13 episodi
- The Spectacular Spider-Man (2008-09) - 26 episodi
- Ultimate Spider-Man (2012-2017) - 104 episodi
- Spider-Man (2017-2020) - 57 episodi
- Spidey e i suoi fantastici amici (2021-2025)
- Il vostro amichevole Spider-Man di quartiere (2025-in produzione)

##### Altre apparizioni
L'Uomo Ragno appare anche in alcuni episodi nelle serie animate:
- Donna Ragno (1979-1980) - 16 episodi
- X-Men: Evolution (2000-2003) - 52 episodi
- I Fantastici 4 - I più grandi eroi del mondo (2006-2007) - 26 episodi
- Super Hero Squad Show (2009-2011) - 52 episodi
- Avengers - I più potenti eroi della Terra (2010-2012) - 52 episodi
- Hulk e gli agenti S.M.A.S.H. (2013-2015) - 52 episodi
- Avengers Assemble (2013-2019) - 126 episodi
- Phineas e Ferb: Missione Marvel (2013)
- Disk Wars: Avengers (2014-2015) - 51 episodi
- Guardiani della Galassia (2015-2019) - 77 episodi
- Future Avengers (2017-2018) - 39 episodi
- Marvel Super Hero Adventures (2017-2020) - 40 episodi
- What If...? (2021-2024) - 26 episodi
- X-Men '97 (2024-in produzione)
- Marvel Zombies (2025)

### Videogiochi
Il personaggio è apparso in molteplici videogiochi nel corso degli anni. Ecco la lista completa:
- Spider-Man (1982 - Atari 2600)
- Questprobe Featuring Spider-Man (1984 - molti home computer)
- The Amazing Spider-Man and Captain America in Dr. Doom's Revenge! (1989 - Pc, Amiga, Atari ST, Amstrad, ZX Spectrum, Commodore 64)
- Revenge of Shinobi (1989 - Mega Drive)
- The Amazing Spider-Man (1990 - Amiga, Commodore 64, Atari ST, Pc)
- The Amazing Spider-Man vs. The Kingpin (1990 - Mega Drive, Sega Game Gear, Sega CD)
- The Punisher: The Ultimate Payback (1991 - Game Boy)
- Spider-Man: The videogame (1991 - Sega Game Gear, Sega CD)
- The Amazing Spider-Man (1991 - Game Boy)
- The Amazing Spider-Man 2 (1992 - Game Boy)
- Spider-Man: Returns of the Sinister Six (1992 - Nintendo Entertainment System, Sega Game Gear, Sega Master System)
- Spider-Man and the X-Men: Arcade's revenge (1992 - Super-NES, Mega Drive)
- The Amazing Spider-Man 3: Invasion of the Spider-Slayers (1993 - Game Boy)
- Spider-Man and Venom: Maximum Carnage (1994 - Mega Drive, Super Nintendo)
- The Amazing Spider-Man: Lethal Foes (1994 - Super Nintendo)
- Spider-Man and Venom: Separation Anxiety (1995 - Mega Drive, Super Nintendo, Pc)
- Spider-Man (1995 - Mega Drive, Super Nintendo)
- Spider-Man: Cartoon Maker (1995 - Pc)
- Marvel CD-ROM Comics featuring Spider-Man (1995 - Pc)
- Marvel Super Heroes (1995 - CPS II, Sega Saturn, PlayStation)
- Marvel Super Heroes in War of the Gems (1996 - SNES)
- Spider-Man: Web of Fire (1996 - Sega Genesis)
- Spider-Man: The Sinister Six (1996 - Pc)
- Marvel Super Heroes vs. Street Fighter (1997 - Sega Saturn, PlayStation)
- Marvel Creativity Center (1997 - Pc, Mac)
- Marvel vs. Capcom: Clash of Super Heroes (1998 - Dreamcast, Playstation)
- Spider-Man (2000 - Game Boy Color, Playstation, Nintendo 64, Dreamcast, Mac, Pc)
- Marvel vs. Capcom 2: New Age of Heroes (2000 - Dreamcast, PlayStation 2, Xbox, Xbox 360, PlayStation 3)
- Spider-Man 2: Enter Electro (2001 - PlayStation)
- Spider-Man 2: The Sinister Six (2001 - Game Boy Color)
- Spider-Man: Mysterio's Menace (2001 - Game Boy Advance)
- X-Men: Mutant Academy 2 (2001 - PlayStation)
- Spider-Man: The Movie (2002 - Pc, PlayStation 2, Xbox, GameCube)
- Spider-Man: The Mobile Game (2003 - Telefono cellulare)
- Spider-Man 2 (2004 - PSP, PlayStation 2, Xbox, GameCube)
- Spider-Man 2: Activity Center (2004 - Pc)
- Spider-Man vs. Doc Ock (2004 - Telefono cellulare)
- Spider-Man 2: Pinball (2004 - Telefono cellulare)
- Spider-Man 2 Text Messaging Games (2004 - Telefono cellulare)
- Spider-Man Controller With 5 TV Games (2004 - televisione)
- Spider-Man 2 (2004 - LCD)
- Spider-Man 2: Hand Held Game (2004 - LCD)
- Spider-Man 2: VR 3D (2004 - LCD)
- Spider-Man 2 3D: NY Subway (2005 - Telefono cellulare)
- Spider-Man & Friends (2005 - Pc)
- Spider-Man: Print Studio (2005 - Pc)
- Ultimate Spider-Man (2005 - GameCube, PlayStation 2, Pc, Xbox, Game Boy Advance, Nintendo DS, Telefono cellulare)
- Marvel Nemesis: L'Ascesa degli Esseri Imperfetti (2005 - GameCube, PlayStation 2, Xbox, Pc, Nintendo DS, PSP)
- Marvel: La Grande Alleanza (2006 - Pc, Wii, Xbox, Xbox 360, PSP, PlayStation 2, PlayStation 3, Game Boy Advance)
- Spider-Man: Battle for New York (2006 - Game Boy Advance, Nintendo DS)
- Spider-Man 3 (2007 - Pc, Wii, PlayStation 2, PlayStation 3, Game Boy Advance, PSP, Xbox 360, televisione, Telefono cellulare, Nintendo DS)
- Spider-Man 3: Action (2007 - Telefono cellulare)
- Spider-Man 3: Puzzle (2007 - Telefono cellulare)
- Spider-Man: Amici o nemici (2007 - Pc, Wii, Xbox 360, Nintendo DS, PSP, PlayStation 2)
- Spider-Man 3: Pinball (2007 - Pc)
- Spider-Man: Il regno delle ombre (2008 - Pc, Wii, Xbox 360, PlayStation 2, PlayStation 3, PSP, Nintendo DS)
- Marvel Super Hero Squad (2009 - Wii, Nintendo DS, PlayStation 2, PSP)
- Marvel: La Grande Alleanza 2 (2009 - Wii, Xbox 360, PlayStation 2, PlayStation 3, PSP, Nintendo DS)
- Spider-Man: Shattered Dimensions (2010 - Wii, PC, Xbox 360, PlayStation 3, Nintendo DS)
- Spider-Man: Pinball (2011 - PlayStation 3, Xbox 360)
- Marvel vs. Capcom 3: Fate of Two Worlds (2011 - PlayStation 3, Xbox 360)
- Spider-Man: Edge of Time (2011)
- Ultimate Marvel vs. Capcom 3 (2011 - Microsoft Windows, PlayStation 3, PlayStation 4, PlayStation Vita, Xbox 360, Xbox One)
- The Amazing Spider-Man (2012)
- LEGO Marvel Super Heroes (2013)
- Marvel: Avengers Alliance (2013)
- The Amazing Spider-Man 2 (2014)
- Marvel: Sfida dei campioni (2014)
- "Grand Theft Auto V" (2016)
- LEGO Marvel's Avengers (2016, come personaggio scaricabile nel pacchetto gratuito di Spider-Man)
- Marvel vs. Capcom: Infinite (2017 - Microsoft Windows, PlayStation 4, Xbox One)
- "Grand Theft Auto (serie)" (2017)
- LEGO Marvel Super Heroes 2 (2017)
- Marvel's Spider-Man (2018 - PlayStation 4)
- Marvel: La Grande Alleanza 3: L'Ordine Nero (2019 - Nintendo Switch)
- Marvel's Avengers (2020)
- Marvel's Spider-Man: Miles Morales (2020)
- Marvel's Spider-Man 2 (2023 - PlayStation 5)
- Marvel Rivals (2024)

Inoltre, un personaggio con le sue sembianze appare in LittleBigPlanet ed è disponibile come costume.

## Nella cultura popolare
- Hanno ucciso l'Uomo Ragno è una canzone del 1992 degli 883 che fu un successo da hit parade negli anni novanta. La canzone dà anche il titolo all'album omonimo, uscito nello stesso anno.
- Italian Spiderman è una webserie australiana, parodia dei film d'azione/avventura italiani degli anni sessanta e settanta, che apparentemente tratta di un italiano che ha assunto l'identità dell'Uomo Ragno.

## Accoglienza

### Impatto ed eredità culturale
In The Creation of Spider-Man, lo scrittore-editore e storico di fumetti Paul Kupperberg definisce i superpoteri del personaggio "niente di troppo originale"; ciò che era originale era che al di fuori della sua identità segreta, era uno "studente liceale nerd". Andando contro i tratti tipici dei supereroi, l'Uomo Ragno includeva "pesanti dosi di soap opera ed elementi di melodramma". Kupperberg ritiene che Lee e Ditko abbiano creato qualcosa di nuovo nel mondo dei fumetti, "il supereroe imperfetto con i problemi quotidiani", e che questa idea ha generato una "rivoluzione dei fumetti". L'insicurezza e le ansie nei personaggi dei fumetti Marvel dei primi anni '60, come l'Uomo Ragno, i Fantastici Quattro e gli X-Men hanno inaugurato un nuovo tipo di supereroe, molto diverso dai supereroi invincibili prima di loro, e hanno cambiato la percezione del pubblico nei loro confronti. L'Uomo Ragno è diventato uno dei personaggi di fantasia più riconoscibili al mondo ed è stato utilizzato per vendere giocattoli, giochi, cereali, caramelle, sapone e molti altri prodotti.
L'Uomo Ragno è stato spesso utilizzato come la mascotte della Marvel Comics. Quando la Marvel è diventata la prima società di fumetti ad essere quotata alla Borsa di New York nel 1991, il Wall Street Journal ha annunciato che "Spider-Man sta arrivando a Wall Street"; l'evento è stato a sua volta promosso con un attore in costume da Spider-Man che accompagna Stan Lee alla Borsa.
Dal 1962, centinaia di milioni di copie riguardanti storie con il personaggio sono state vendute in tutto il mondo. Spider-Man è il supereroe più redditizio del mondo. Nel 2014, le vendite al dettaglio globali di prodotti su licenza relativi a Spider-Man hanno raggiunto circa 1,3 miliardi di dollari. Comparativamente, questo importo supera le entrate globali delle licenze di Batman, Superman e i Vendicatori messe insieme. Spider-Man è anche uno dei titoli in franchising con il maggior incasso, essendo il supereroe dei fumetti americani con il maggior incasso, con una stima di $ 25,6 miliardi in tutto il mondo.
Quando la Marvel ha voluto pubblicare una storia che trattasse dell'immediato seguito degli attentati dell'11 settembre 2001, la società ha scelto il numero di dicembre 2001 di The Amazing Spider-Man. Nel 2006, Spider-Man ha ottenuto un'importante copertura mediatica con la rivelazione dell'identità segreta del personaggio, un evento dettagliato in una storia a tutta pagina sul New York Post prima ancora che il numero contenente la storia fosse pubblicato.
Nel 2008, la Marvel annunciò l'intenzione di pubblicare una serie di fumetti educativi per l'anno successivo in collaborazione con le Nazioni Unite, raffiguranti Spider-Man insieme alle forze di mantenimento della pace dell'Organizzazione delle Nazioni Unite. Un articolo di BusinessWeek elencava Spider-Man come uno dei 10 personaggi immaginari più intelligenti dei fumetti statunitensi.
Nel 2015, la Corte suprema degli Stati Uniti d'America ha deciso un caso riguardante i diritti d'autore su un brevetto per un'imitazione di un lancia-ragnatele da polso di Spider-Man. Il parere per la Corte, del magistrato Elena Kagan, includeva diversi riferimenti a Spider-Man, concludendo con l'affermazione che "con grande potere devono anche venire grandi responsabilità".
Spider-Man è diventato oggetto di indagine scientifica. Nel 1987, i ricercatori della Loyola University Chicago hanno condotto uno studio sull'utilità dei fumetti di Spider-Man per informare bambini e genitori su questioni relative agli abusi sui minori.

### Ricezione
(Lo staff di IGN ha inserito Spider-Man come l'eroe numero uno della Marvel.)
La rivista Empire lo ha classificato come il quinto più grande personaggio dei fumetti di tutti i tempi. La rivista Wizard ha inserito l'Uomo Ragno come il terzo più grande personaggio dei fumetti sul loro sito web. Nel 2011, Spider-Man si è classificato terzo nella Top 100 dei più grandi eroi dei fumetti di tutti i tempi di IGN, dietro ai personaggi della DC Comics Superman e Batman, e sesto nella loro lista 2012 dei "Migliori 50 Vendicatori". IGN lo ha descritto come l'uomo comune che rappresenta molte persone normali, ma ha anche notato la sua unicità rispetto a molti supereroi di alto livello con i suoi numerosi difetti rappresentati come un supereroe, e che, nonostante sia uno dei supereroi più tragici di tutti i tempi, è "uno dei supereroi più divertenti e irriverenti mai ideati".